# Gustave Caillebotte
Pour les articles homonymes, voir Caillebotte.
Gustave Caillebotte, né le 19 août 1848 à Paris et mort le 21 février 1894 à Gennevilliers, est un peintre français, collectionneur, mécène et organisateur des expositions impressionnistes de 1877, 1879, 1880 et 1882.
Il lègue sa collection de peintures impressionnistes, réalistes et de dessins à l'État. Passionné de nautisme, membre du Cercle de la voile de Paris, dont le siège est à Argenteuil, Caillebotte est aussi un architecte naval et un régatier qui a marqué son époque.

## Biographie
Gustave Caillebotte est né le 19 août 1848 au 160 rue du Faubourg-Saint-Denis à Paris dans une famille d'extraction bourgeoise. Il est issu du troisième mariage de son père Martial Caillebotte (8 avril 1799-24 décembre 1874), deux fois veuf, avec Céleste Daufresne (30 octobre 1819-20 août 1878), fille d'un avocat de Lisieux et petite-fille de notaire.
Deux autres enfants naissent : René (1851-1876), et Martial en 1853. Né d’un précédent mariage, leur demi-frère Alfred Caillebotte (1834-1896) est ordonné prêtre en 1858. La famille Caillebotte, originaire de la Manche puis installée à Domfront, fait commerce de drap depuis le XVIIIe siècle. Grâce à Martial Caillebotte, établi à Paris au début des années 1830, elle fait fortune dans la vente de draps aux armées de Napoléon III. La boutique nommée Le Lit militaire était située au 152 de la rue du Faubourg-Saint-Denis.
En 1857, Gustave Caillebotte entre au lycée Louis-le-Grand de Vanves. Il obtient en avril 1869, le « diplôme de bachelier en droit ». Après obtention de sa licence en droit le 6 juillet 1870, Caillebotte, âgé de 22 ans, est mobilisé vingt jours plus tard dans la garde nationale mobile de la Seine et participe à la défense de Paris pendant la guerre franco-prussienne. Son livret militaire précise qu'il mesure 1,67 mètre. Il est démobilisé le 7 mars 1871. Cette guerre a permis au père de Caillebotte d'augmenter considérablement sa fortune en tant que principal fournisseur de couvertures de l'armée française.

### Formation
La même année 1871, il entre dans l'atelier du peintre académique réputé Léon Bonnat, où il fait la connaissance de Jean Béraud, pour préparer les concours des beaux-arts. En 1872, il effectue un voyage à Naples et y retournera en 1875 chez son ami le peintre Giuseppe De Nittis. Ce dernier l'avait introduit auprès d'Edgar Degas. En mars 1873, Caillebotte est reçu quarante-sixième au concours des beaux-arts, mais il n'y restera qu'un an. C'est à cette époque qu'il fait la connaissance de Marcellin Desboutin, d'Henri Rouart et de Claude Monet, qui habite alors à Argenteuil.
La mort de son père, le 25 décembre 1874, laisse deux millions de francs en héritage à partager entre sa veuve, en troisièmes noces, et ses quatre enfants. Martial Caillebotte lègue en plus plusieurs immeubles de rapport à Paris, des fermes, des obligations et surtout des titres de rente sur l'État.
Son demi-frère, l'abbé Caillebotte (1834-1896, curé de la nouvelle église Saint-Georges de la Villette, puis de Notre-Dame-de-Lorette) avec cinquante mille livres de rentes, est considéré comme « le curé le plus riche de Paris, ce qui lui perm[e]t d’en être aussi le plus généreux », en construction et entretien d'œuvres et d'édifices.

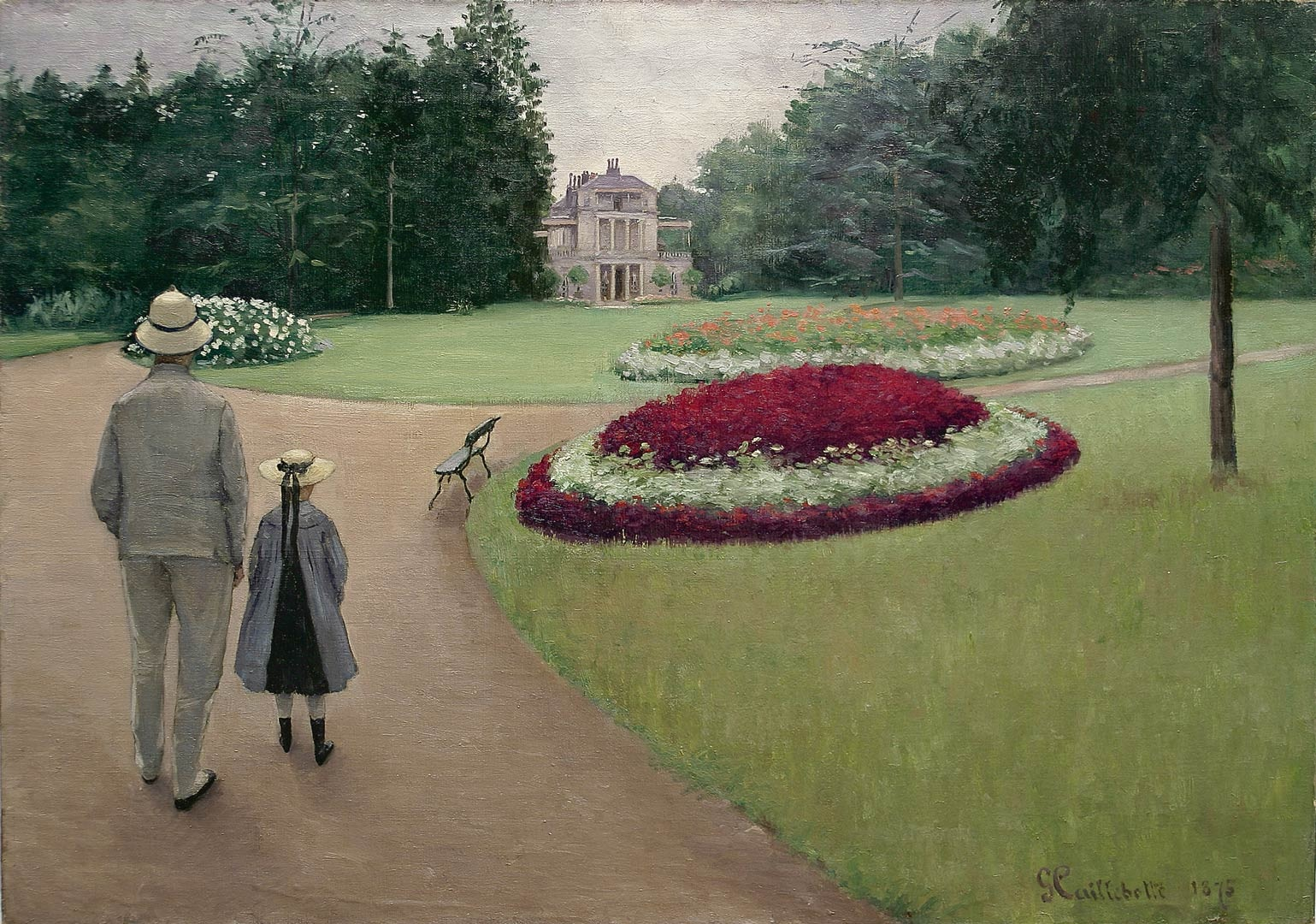
Le Parc de la propriété d'Yerres (1875), coll. part.

Sa mère, Céleste Caillebotte, née Daufresne, conserve la propriété d'Yerres, onze hectares agrémentés d'un parc paysager, que son père avait acquise en 1860. Caillebotte avait alors douze ans. Jusqu'à la mort de sa mère, lui et ses frères y passent leurs étés à faire du bateau, à chasser et à jouer au billard. Caillebotte y peint dès 1872 de nombreuses vues de la région comme Saules au bord de l'Yerres.

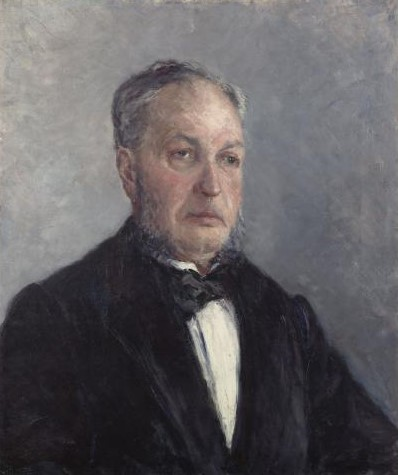
Portrait de Jean Daurelle, 1885
Musée d'Orsay

Jean Baptiste Mathieu Daurelle (1839-1893), gardien et intendant de la propriété, a reçu en cadeau le tableau Le Parc de la propriété probablement par l'artiste lui-même. Caillebotte s'y est représenté avec un chapeau de paille. La jeune fille Zoë Caillebotte, née en 1868 est la fille cadette de l'oncle Charles, et fut un sujet de prédilection pour l'artiste entre 1877 et 1878. On la retrouve dans Les Orangers. Il réalisa également un portrait de Camille Daurelle dans le Parc conservé au Musée d'Orsay.
L'héritage considérable permet à Gustave Caillebotte de vivre à l'abri de toute contingence matérielle et de se consacrer pleinement à ses nombreuses passions, notamment la peinture.

### Le refus du Salon

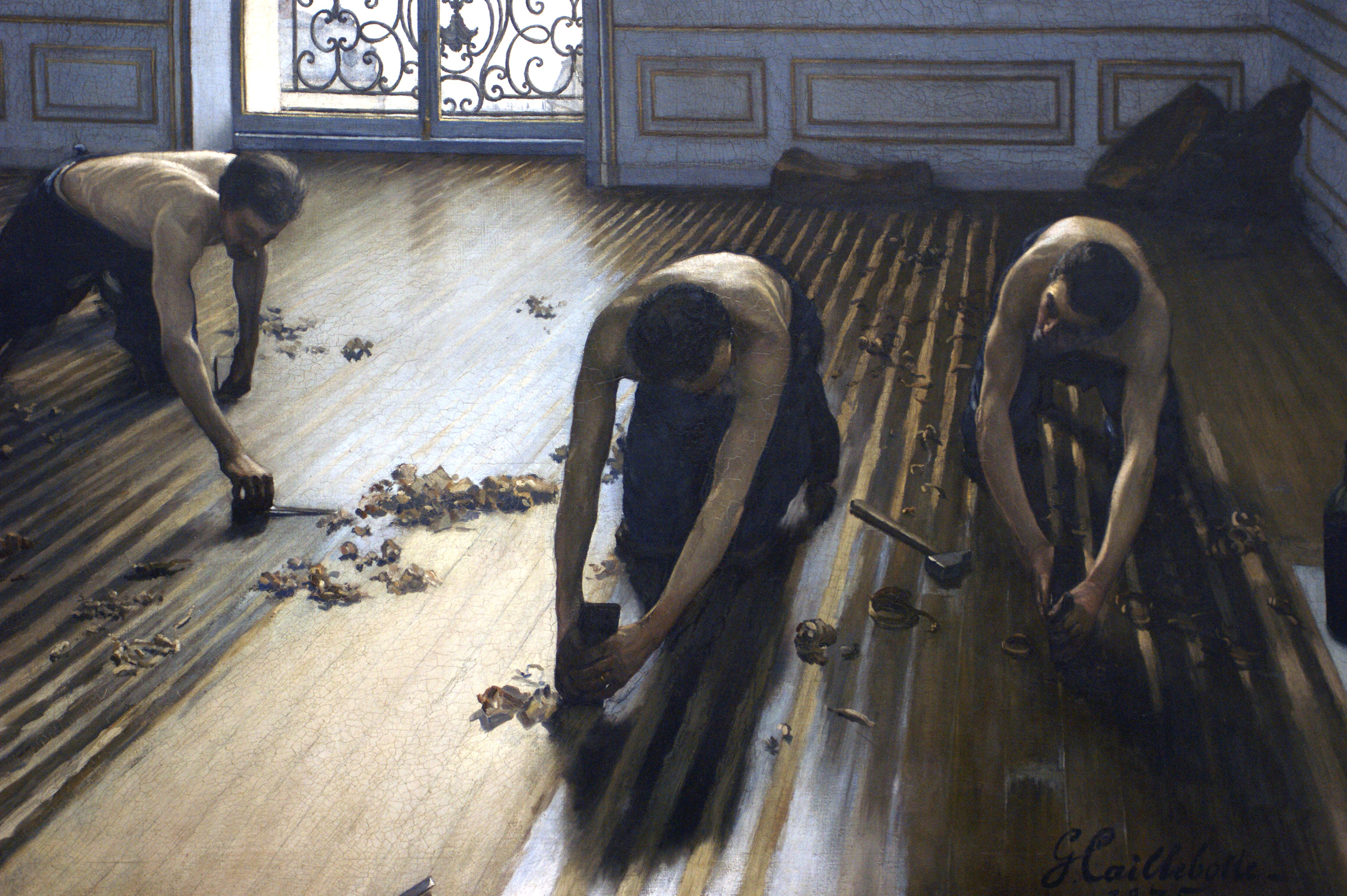
Les Raboteurs de parquet (1875), Paris, musée d'Orsay.

En 1875, son tableau Les Raboteurs de parquet est présenté au Salon. Contrairement à Courbet ou Millet, Caillebotte, bourgeois aisé, n'introduit aucun discours social, moralisateur ou politique dans son œuvre. L'étude documentaire (gestes, outils, accessoires) le place parmi les réalistes les plus chevronnés. Malgré sa formation académique, loin de s'enfermer dans ce type d'exercice, il en exploite la rigueur afin d'explorer l'univers contemporain de manière inédite. Pourtant, la formation de Caillebotte semble si courte au critique Émile Porcheron qu’il l’accuse de « martyriser la perspective ».
Présenté au Salon de 1875, le tableau est refusé par le Jury, le sujet heurtant par son extrême quotidien — c'est aujourd'hui l'une de ses œuvres les plus célèbres présentées au musée d'Orsay. Éric Darragon note que « cet échec a dû heurter les convictions de l'artiste et le confirmer dans une opinion déjà acquise à la cause d'un réalisme indépendant. Il va devenir un intransigeant lui aussi et ne reviendra plus devant les jurés ».
Marqué par le refus du Salon de 1875, il passe l'automne à Naples chez Giuseppe et Léontine De Nittis où les deux amis, malgré le mauvais temps, peignent sur le motif.

### Liens avec les impressionnistes
Ce serait cet échec face au jury du Salon qui l'aurait poussé à exposer aux côtés des impressionnistes.

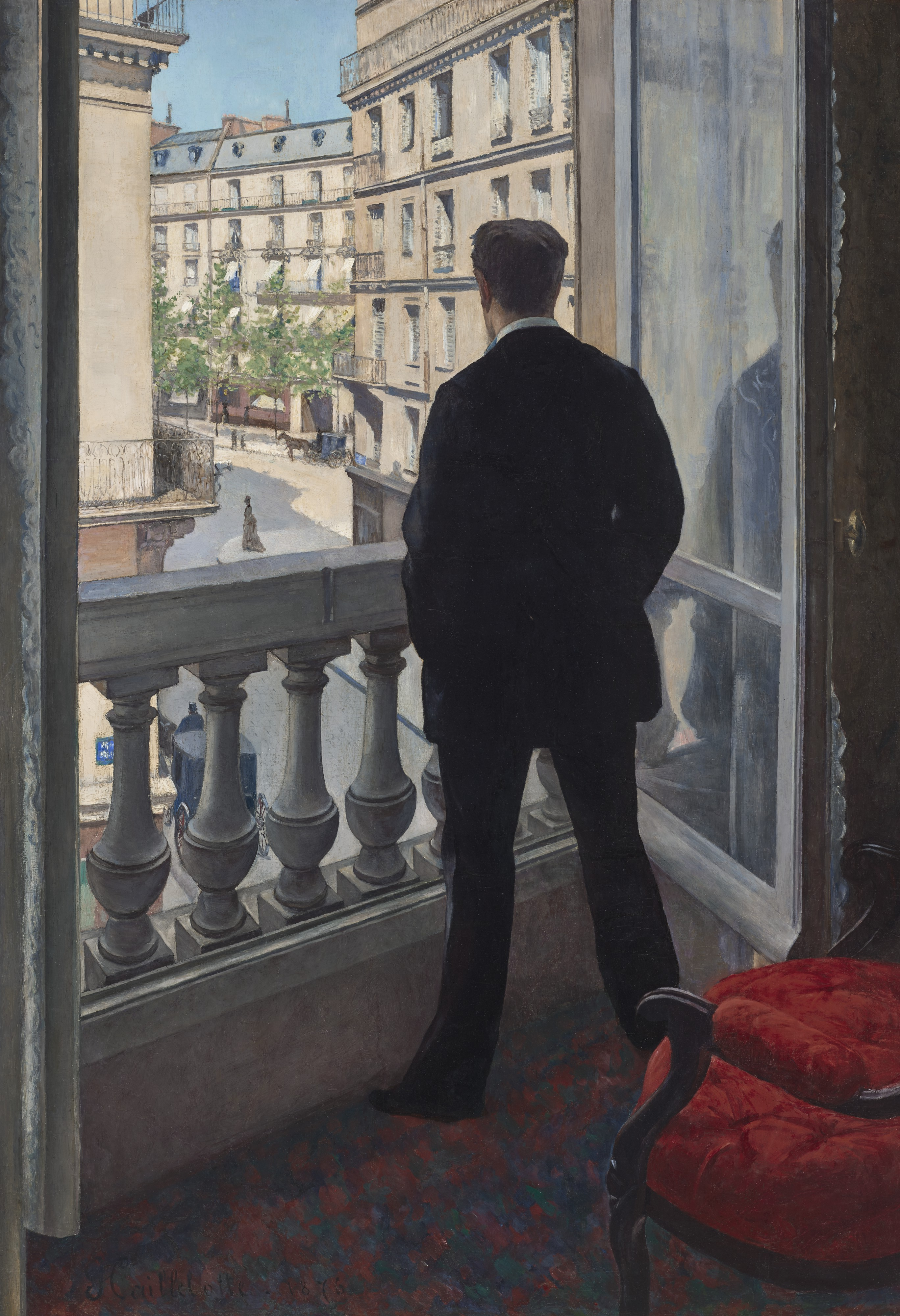
Jeune homme à la fenêtre, 1876
Getty Center.

Il présentera des toiles à la Deuxième exposition des impressionnistes en 1876, chez Durand-Ruel, alors qu'il n'a que vingt-sept ans : Les Raboteurs de parquet (les deux versions) ; Jeune homme jouant du piano (Martial Caillebotte); Jeune homme à la fenêtre ; Le Déjeuner; Jardin (deux tableaux) et Après déjeuner.
Cette exposition a incité le critique et romancier Edmond Duranty à écrire son essai historique, La nouvelle peinture, qui préconisait fortement la représentation réaliste de la vie urbaine moderne. Bien qu'il ne nomme aucun artiste, il est clair que le travail de Caillebotte était parmi ses principaux modèles.
Il rend possible la troisième exposition impressionniste en 1877 grâce à une coordination, un financement et une publicité minutieuse de l'événement. Il y présente des grandes toiles urbaines comme Rue de Paris, temps de pluie (Chicago, The Art Institute), Le Pont de l'Europe (Genève, Association des Amis du Petit Palais) ou Les Peintres en bâtiment (coll. part.). Anne-Birgitte Fonsmark écrit : « Parmi les impressionnistes, Caillebotte va devenir l'interprète le plus intransigeant de la ville transformée. Il va jusqu'au bout de son choix, laissant sans hésiter son regard se porter vers le lointain point de fuite des boulevards entaillés sans remords ».
Selon l'artiste Eugène Murer, qui le rencontra en mars 1878, Caillebotte était « tout enflammé à l'idée d'une nouvelle exposition car sa visite à l'Exposition universelle l'avait convaincu que la nôtre ne pouvait que profiter de la comparaison » (cité in M. Marrinan, Gustave Caillebotte : Peindre le Paris du naturalisme, 1872-1887, Los Angeles, 2016, p. 179). Cependant, malgré son enthousiasme et ses efforts pour monter un spectacle parallèlement à l'Exposition universelle, les contraintes de temps et la réalité de la politique collégiale ont inévitablement retardé la grande vision de l'artiste. La quatrième exposition impressionniste a finalement été reportée à l'année suivante, laissant plus de temps aux artistes participants - dont Degas, en tant qu'artiste le plus ancien et le plus vénéré du groupe - pour créer et contribuer de nouvelles œuvres.
En 1879, il présente à la quatrième exposition impressionniste plus de vingt-cinq œuvres. Cet envoi massif donne la mesure de son enthousiasme. Ses vues de toits, au contraire des scènes de canotiers et des portraits exposés également en 1879, suscitent alors peu de commentaires. Elles constituent pourtant un maillon important dans la série des représentations urbaines pour lesquelles il est tant apprécié de nos jours. Il expose huit portraits dont Autoportrait au chevalet (coll. part.).
La Leçon de piano, devait revêtir une importance particulière pour Monet, qui l’a reçue en cadeau et l’a conservée près de lui toute sa vie. On peut y voir également Les Orangers, dont même les aspects impressionnistes ne rendent pas compte de l'esthétique inspirée par la photographie, les estampes japonaises et les boulevards nouvellement construits du baron Haussmann. On peut y voir le frère de Caillebotte, Martial, et leur jeune cousine Zoé, tous deux élégamment vêtus, se détendre dans le jardin de la villa familiale à Yerres.
Non seulement il expose avec les impressionnistes, encore en 1880 et 1882, mais il achète certaines de leurs toiles et continue à financer et organiser des expositions.

### Vie en famille

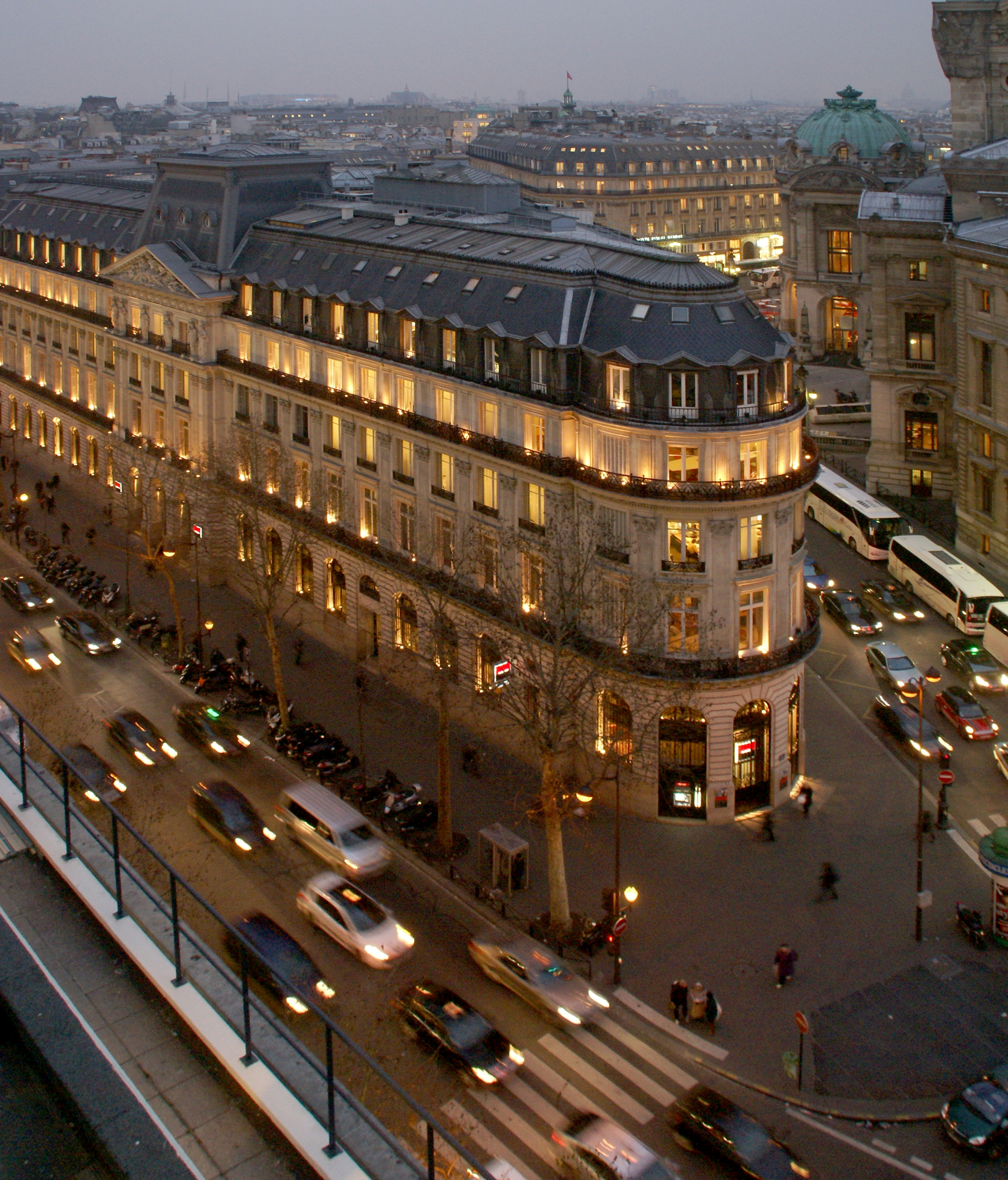
31, boulevard Haussmann : l'appartement des frères Caillebotte se trouve au troisième étage, balcon en rond à l'angle de la rue Gluck, derrière l'Opéra (l'immeuble abrite aujourd'hui le siège de la Société générale).

Il habite avec son frère Martial Caillebotte d'abord l'hôtel particulier familial, à l’angle de la rue de Miromesnil et de la rue de Lisbonne, construit par leur père en 1866, puis un appartement au 31 boulevard Haussmann, derrière l'Opéra, de 1878 à 1887. Les deux frères partagent les mêmes passions (jardinage et horticulture, philatélie ou yachting) et le même cercle d'amis jusqu'en 1887, année du mariage de Martial.
Le décès inattendu de son frère René, à l'automne, conduit Caillebotte, déjà persuadé, comme le note Marie-Josèphe de Balanda, qu'« on meurt jeune dans notre famille », à rédiger son premier testament, chez maître Albert Courtier, notaire à Meaux, le 3 novembre 1876.
À l'automne 1878, la mère de Gustave Caillebotte meurt. La propriété familiale d'Yerres est vendue en juin 1879. Les frères Caillebotte s'installent boulevard Haussmann et achètent, en mai 1881, une propriété au Petit Gennevilliers où ils font construire juste au bord de la Seine une maison en meulière de deux étages, puis une petite maison à un étage avec un atelier pour Gustave, un hangar à bateaux et une longue serre (en 1888). En 1881, Gustave Caillebotte renonce à exposer à la sixième exposition impressionniste, celle-ci ayant invité des peintres trop éloignés de l'esprit des débuts selon lui.

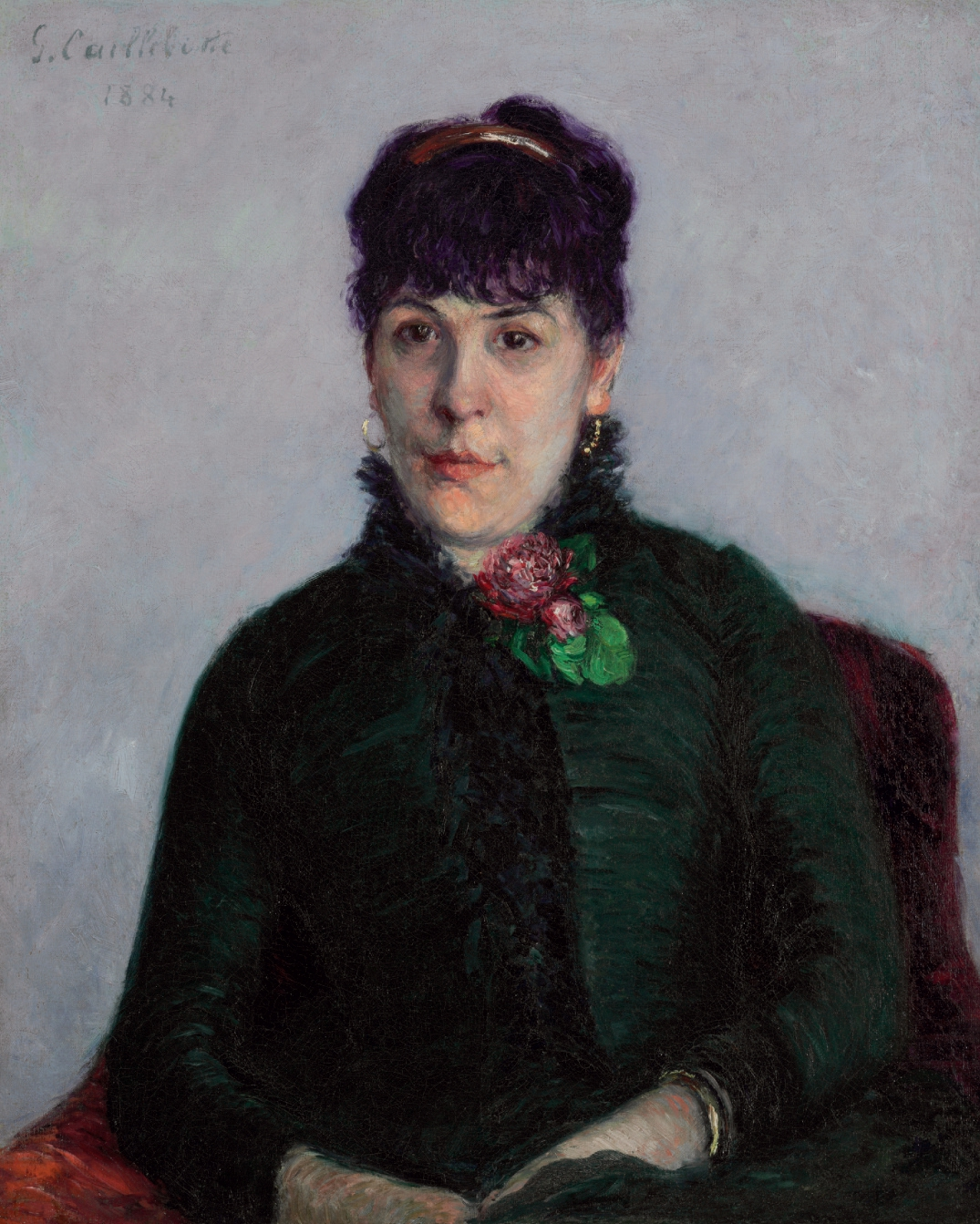
La Femme à la rose, 1884
Collection privée, Vente 2012

Il fait le portrait de sa compagne Anne-Marie Hagen en 1879. Elle apparaît précédemment dans plusieurs de ses tableaux, notamment dans Le Pont de l'Europe en 1876 (Musée du Petit Palais, Genève). C'est le modèle du Nu sur un canapé dans lequel Caillebotte a défié les normes de goût et de morale en vigueur, qui n'acceptaient dans les peintures que la tradition académique des nus idéalisés. En raison de son effronterie, ce tableau n'a été ni exposé ni vendu du vivant de Caillebotte. Le statut d'Anne-Marie Hagen est ambigu car la famille de Caillebotte désapprouve qu'il ait une maîtresse. En apprenant son existence, sa belle-sœur refusa de voir le couple. Néanmoins, Anne-Marie a peuplé les toiles de Caillebotte au cours de leur relation de près de dix ans. Son dernier portrait connu La Femme à la rose en 1884, la montre plus âgée sur un fond uni.
En 1882, il partage son atelier avec Claude Monet.
Il passe d'habitude ses étés sur la côte normande, où il s'adonne au nautisme, mais aussi à la peinture, comme en 1884 à Trouville-sur-Mer d'où il écrit à Monet: « Je me suis mis aux marines et j'ai l'espoir que cela marchera. » En septembre-octobre 1885, il voyage avec son frère en Italie.

### Au Petit Gennevilliers

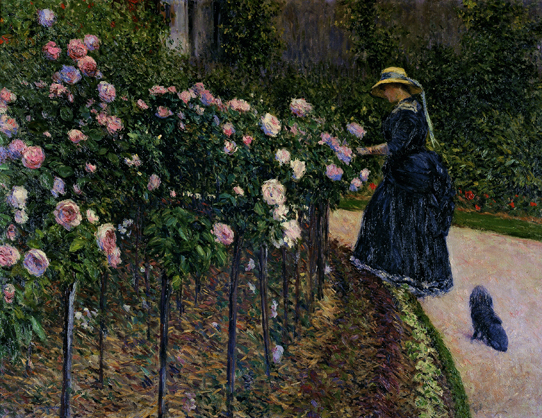
Roses, jardin du Petit Gennevilliers (1886), huile sur toile, collection privée.

À partir de 1886, Gustave Caillebotte peint de moins en moins. Il s'adonne à ses passions que sont le bateau et le jardinage notamment à partir de 1887, date à laquelle son frère Martial se marie avec Marie Minoret. La même année, la petite Zoé, représentée dans Le Parc de la propriété d'Yerres et qui fut longtemps son modèle à cette époque, se marie le 17 juin 1887 à Bayeux. Il est son témoin et lui offre comme présent le tableau peint en 1876 : Portraits à la campagne.
Quant à lui, il quitte donc l'appartement qu'il occupait avec Martial et s'installe définitivement, en 1888, dans la propriété achetée au Petit Gennevilliers. Il rachète la part de son frère, agrandit son terrain en faisant l'acquisition des parcelles voisines et peint les alentours du Petit Gennevilliers. Il garde toutefois un pied-à-terre à Paris au 29 boulevard de Rochechouart. Il s'installe définitivement au Petit-Gennevilliers avec sa deuxième compagne, Charlotte Berthier, à laquelle il lèguera la propriété par avenant à son testament en 1889. Il s'agit de la jeune femme peinte par Renoir en 1883 (National Gallery of Art, Washington).

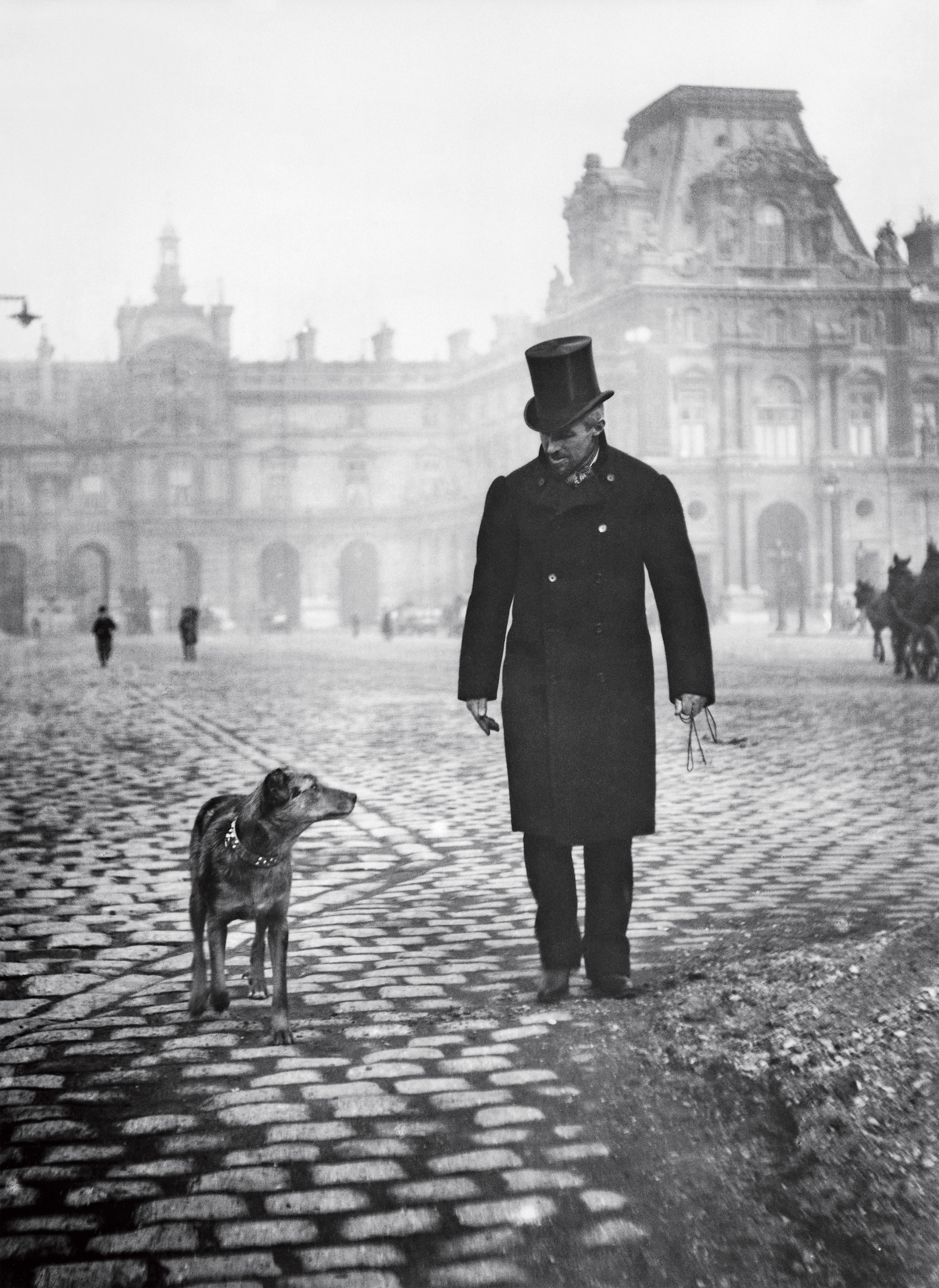
Gustave Caillebotte avec le chien Bergère sur la place du Carrousel, 1892.

Le 6 février 1888 s'ouvre à Bruxelles la Ve exposition d'art fondée par le groupe des XX ; Gustave Caillebotte y est invité avec Armand Guillaumin.
Il se consacre ensuite presque exclusivement à l'horticulture (en plus des régates d'été), prétexte à des recherches picturales d'une grande luminosité et passion qui fait l'objet d'une abondante correspondance avec Monet et à des visites réciproques de leurs jardins. Caillebotte agit d'ailleurs comme témoin aux mariages civil et religieux de ce dernier avec Alice Raingo, en juillet 1892, et offre en cadeau de noces aux mariés Les Chrysanthèmes blancs et jaunes, jardin du Petit Gennevilliers, qui rejoint La Leçon de piano (musée Marmottan Monet) et une étude sur Rue de Paris, temps de pluie qu'il possédait déjà. Caillebotte peint les fleurs de son jardin et les paysages de Gennevilliers.
Pierre-Auguste Renoir fait partie des visiteurs réguliers au Petit-Gennevilliers. Calilebotte converse longuement avec lui sur l'art, la politique, la littérature et la philosophie.

### Mort précoce
Le 21 février 1894, le peintre, frappé par une congestion cérébrale, meurt alors qu'il travaillait dans son jardin à un paysage. Il avait quarante-cinq ans. Ses funérailles sont célébrées le 27 février en l'église Notre-Dame-de-Lorette. Il y a tant de monde dans cette église pourtant grande que certains des amis du peintre doivent suivre la cérémonie sous le porche de l'église. Le peintre est inhumé au cimetière du Père-Lachaise (70e division), non loin de Delacroix, dans la chapelle funéraire familiale. La perte de Caillebotte affecta beaucoup les impressionnistes, qui perdirent à la fois un protecteur et un compagnon. Pissarro écrivit à son fils Lucien : « Nous venons de perdre un ami sincère et dévoué... En voilà un que nous pouvons pleurer, il a été bon et généreux et, ce qui ne gâte rien, un peintre de talent. »
La maison et le parc qu'il possédait à Yerres, en bordure de la rivière homonyme, sont aujourd'hui propriété communale, et le parc est ouvert au public. C'est là qu'il a peint plus du tiers de son œuvre, entre autres certaines scènes de périssoires.
Le talent de Caillebotte fut longtemps méconnu — sauf aux États-Unis —, au profit de son rôle de « mécène éclairé ». Le peintre fut redécouvert dans les années 1970 à l'initiative des collectionneurs américains et reconnu par le grand public francophone à partir des années 1990. Les rétrospectives de ses œuvres sont désormais fréquentes. Certains de ses tableaux se trouvent maintenant au musée d'Orsay, à Paris comme sa Partie de bateau.

## Œuvre comme peintre
Sa production est relativement modeste par rapport à certains de ses contemporains – il meurt à quarante-cinq ans – et son indépendance financière lui permet de choisir des sujets plus radicaux que certains de ses contemporains.
Des historiens d'art qualifient volontiers cet artiste « d’original et audacieux ». Son œuvre est originale par ses thèmes, notamment l'ennui et l'extrême solitude des personnages dans le nouveau Paris haussmannien, mais aussi à la campagne et au sein même du cercle familial — même dans ce cadre privilégié, les personnages semblent indifférents les uns aux autres.
Son œuvre est également originale par sa technique : elle semble proche de l'art photographique, mais par de puissants effets de perspectives tronquées, les distances et les premiers plans sont écrasés et l'horizon absent, d'où la perception instable et plongeante de ses toiles (Caillebotte invente la vue en plongée dans la peinture).

### Paysages et scènes de genre
Contrairement aux impressionnistes, qui peignent en plein air des scènes sur le vif, Caillebotte cherche aussi ses motifs à l'extérieur, mais réalise des croquis, retravaille ses esquisses à l'atelier. Dans les années 1890, il est influencé par le courant japoniste.
Il pratique de manière très scientifique : méticuleux dans la préparation de chaque tableau : faire des dessins ; parfois aussi prendre des photos ; et planifier les lignes, leurs convergences ; et finalement transférer la scène du papier à la toile dans une technique méthodique, carré par carré. Son incroyable talent pour rendre la perspective spatiale, combiné à son utilisation de couleurs riches, a abouti à certaines des compositions les plus extraordinaires du mouvement impressionniste.
Au point de vue de la finition et de la composition de ses œuvres, on peut dire que Caillebotte est à la première époque de l'impressionnisme ce que Seurat représente pour la seconde période (néo-impressionnisme et pointillisme). Les effets de vue plongeante s'imposent dans son art à travers les personnages au balcon et ses vues en surplomb des rues et des boulevards.

### Portraits
En 1876, Edmond Duranty écrit sur les impressionnistes : « Ce dont nous avons besoin, c'est de la représentation non conventionnelle de l'individu moderne dans ses vêtements et ses coutumes sociales à la maison ou dans la rue ». Les portraits masculins que Caillebotte a peints entre 1877 et 1885, dont le Portrait d'Édouard Dessommes (1881), pourraient être considérés comme une réponse directe à cette demande.
Indépendant de fortune, il n'avait nul besoin de vendre ses toiles pour vivre et n'a jamais réalisé de portrait de commande. Il utilise sa position privilégiée pour capturer la nonchalance et l'ennui de ses modèles d'une manière psychologiquement aiguë, brisant la barrière entre modèle et peintre, comme dans son portrait de A. Cassabois, agent de change et ami de la famille.

### Natures mortes
Entre 1881 et 1883, il peint plus d'une trentaine de natures mortes, témoignant d'un regain d'intérêt pour le genre chez plusieurs artistes du cercle impressionniste, notamment Claude Monet. Roses jaunes dans un vase peint en 1882, quand il partage son atelier avec Monet, reste chez Caillebotte tout au long sa vie et a été acheté après sa mort en 1894 par Edgar Degas, qui a collectionné, comme Caillebotte lui-même, les œuvres de ses collègues artistes.

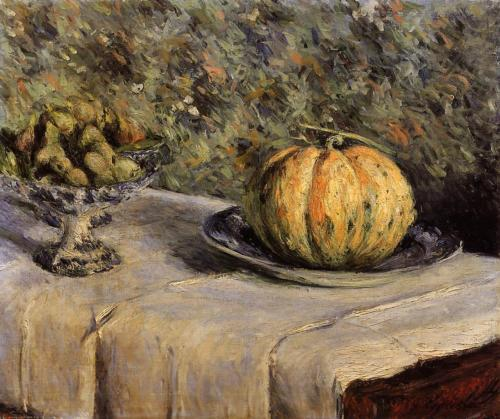
Melon et compotier de figues par Gustave Caillebotte[47], collection privée. Peint côte à côte avec Renoir au Château de Wargemont en 1882.
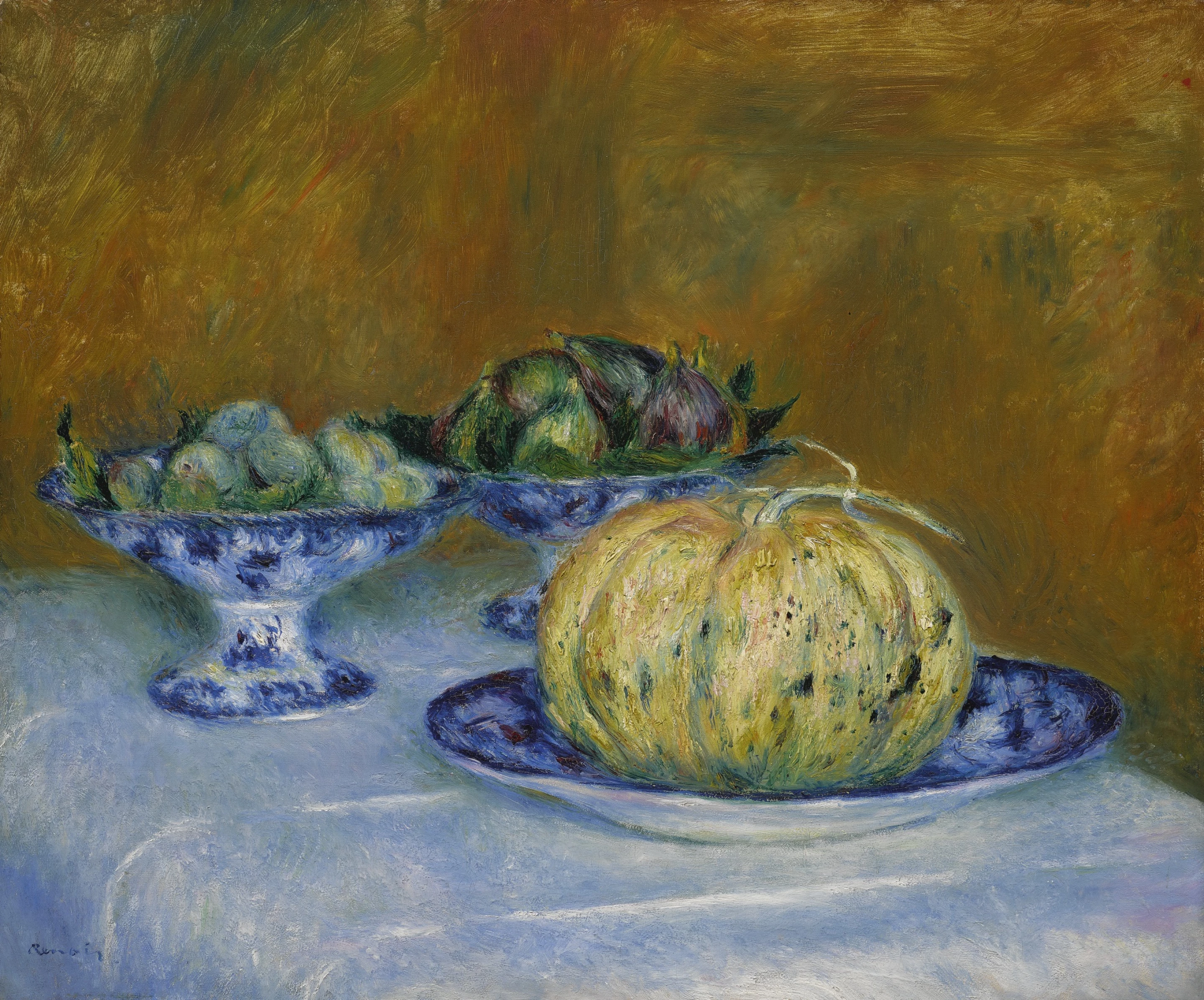
Nature morte au melon, amandes et figues par Auguste Renoir, 1882, collection privée. Peint à Wargemont au côté de Gustave Caillebotte qui réalise sa version[48].

### Devenir des œuvres
Caillebotte n'ayant pour ainsi dire pas vendu ses toiles et n'ayant pas non plus eu d'enfants, c'est sa nièce Geneviève, fille de son frère Martial, qui a hérité d'une grande partie de son œuvre ; ses descendants possèdent encore près de 70 % de ses toiles. Par l'entremise de son frère Martial et d'Auguste Renoir, dont il avait fait son exécuteur testamentaire, Caillebotte lègue sa collection de tableaux impressionnistes à l'État.
Caillebotte est l'un des premiers grands peintres français à être exposé régulièrement aux États-Unis, où il rencontre un vif succès. Durand-Ruel organise une exposition d'impressionnistes à l'American Art Association de New York en 1886, où figurent dix toiles de Caillebotte,. C'est dans ce pays que se trouvent aujourd'hui nombre de ses toiles, aussi bien dans des musées que dans de grandes collections particulières. Il est l'un des fondateurs du courant « réaliste », qu'illustrera par exemple au XXe siècle l'Américain Edward Hopper.
L'œuvre de Caillebotte représente quatre cent soixante-quinze tableaux.

Quelques œuvres de ou attribuées à Gustave Caillebotte
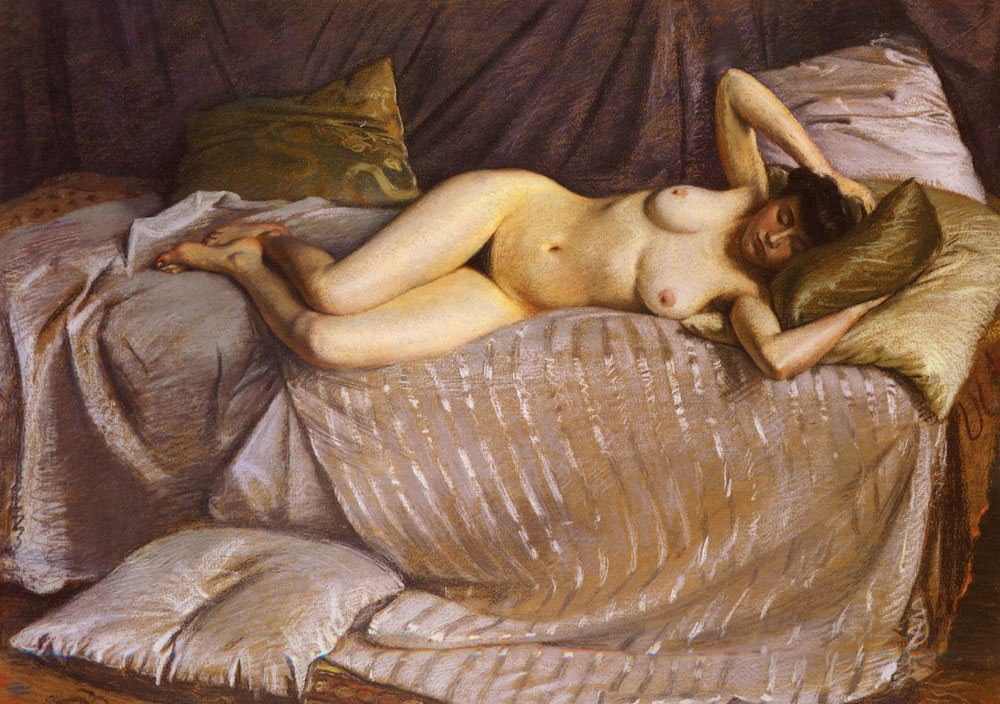
Femme nue étendue sur un divan (1873), pastel, collection privée.
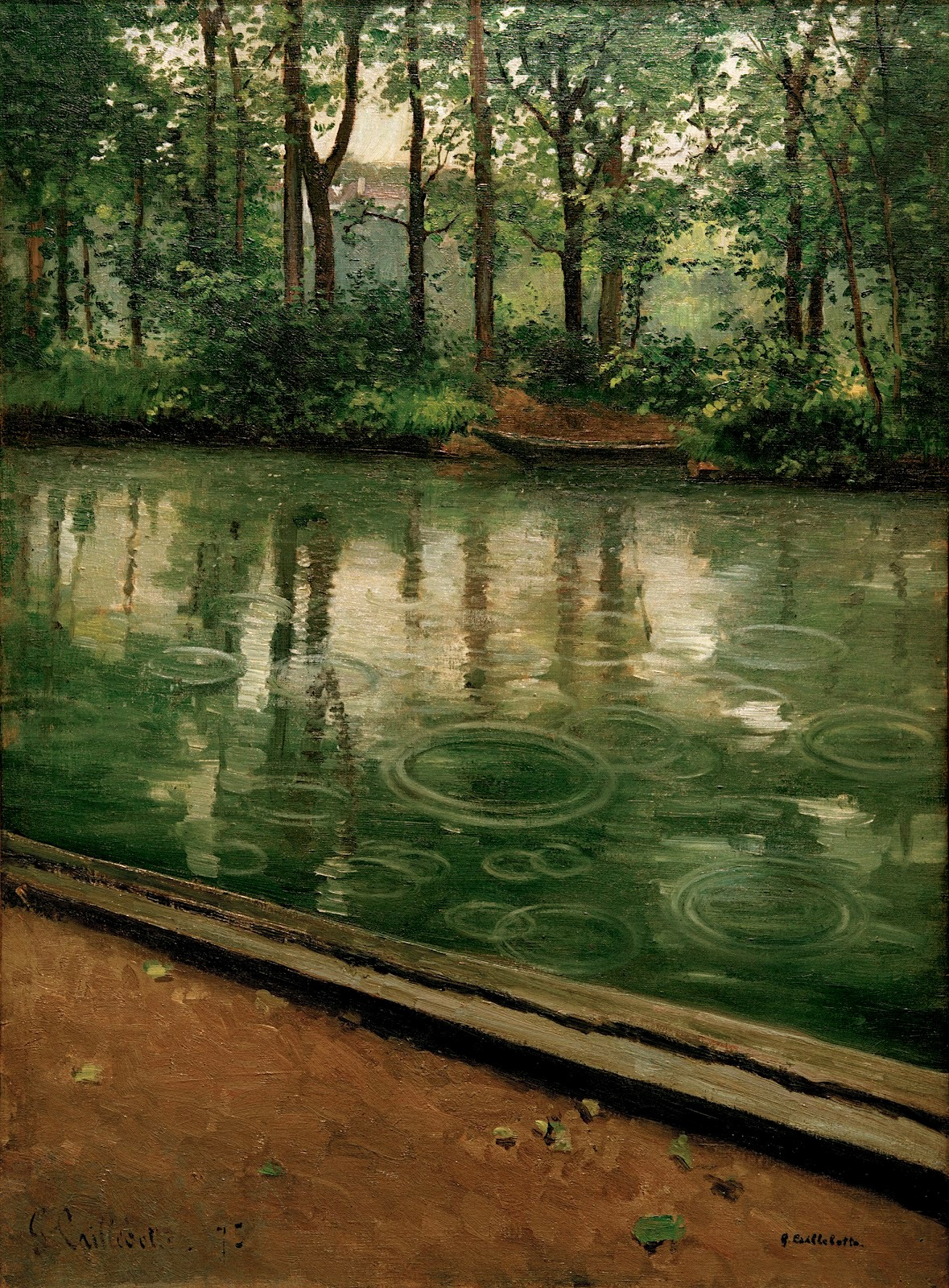
L'Yerres, pluie (1875), Bloomington, Indiana University Art Museum.
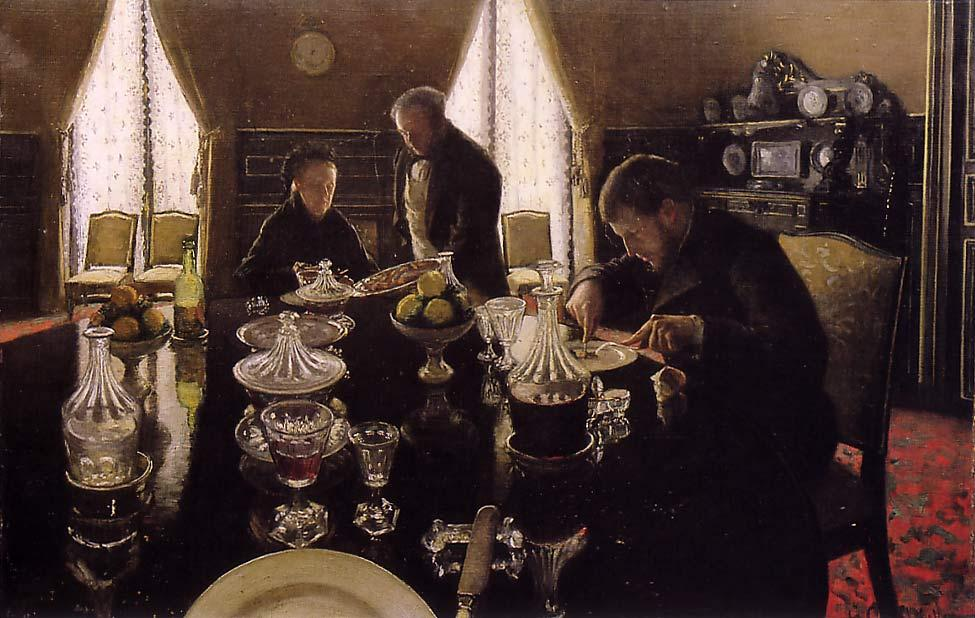
Le Déjeuner (1876), collection privée.
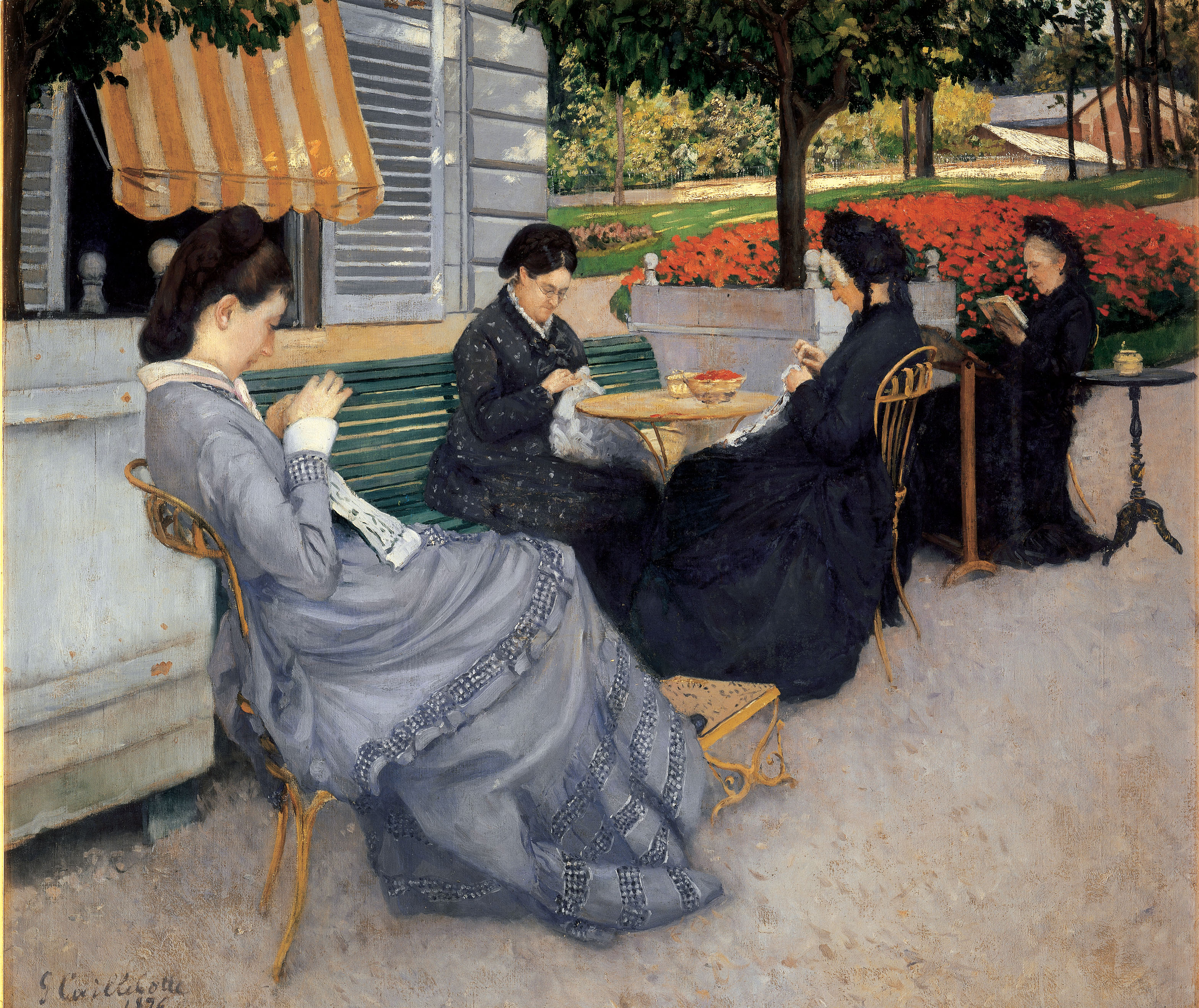
Portraits à la campagne (1876), Bayeux, musée Baron-Gérard.
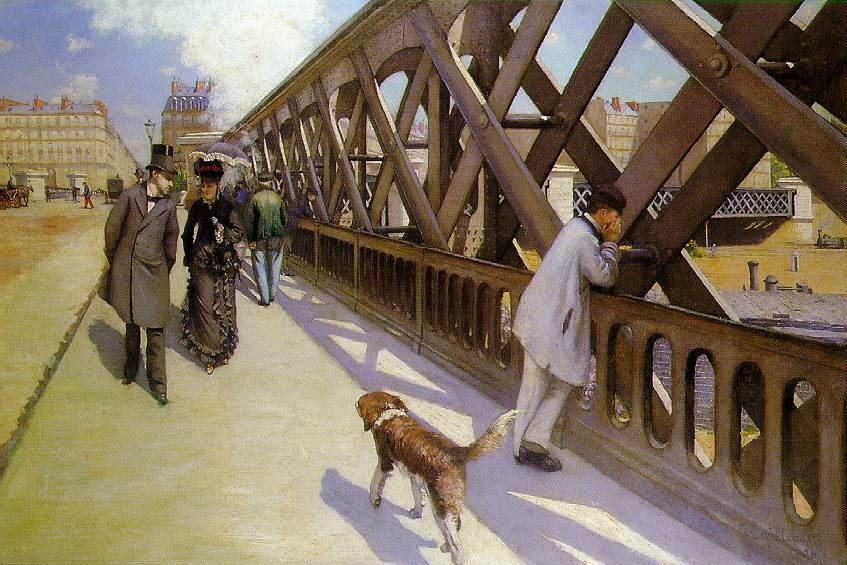
Le Pont de l'Europe (1876), Genève, musée du Petit Palais.
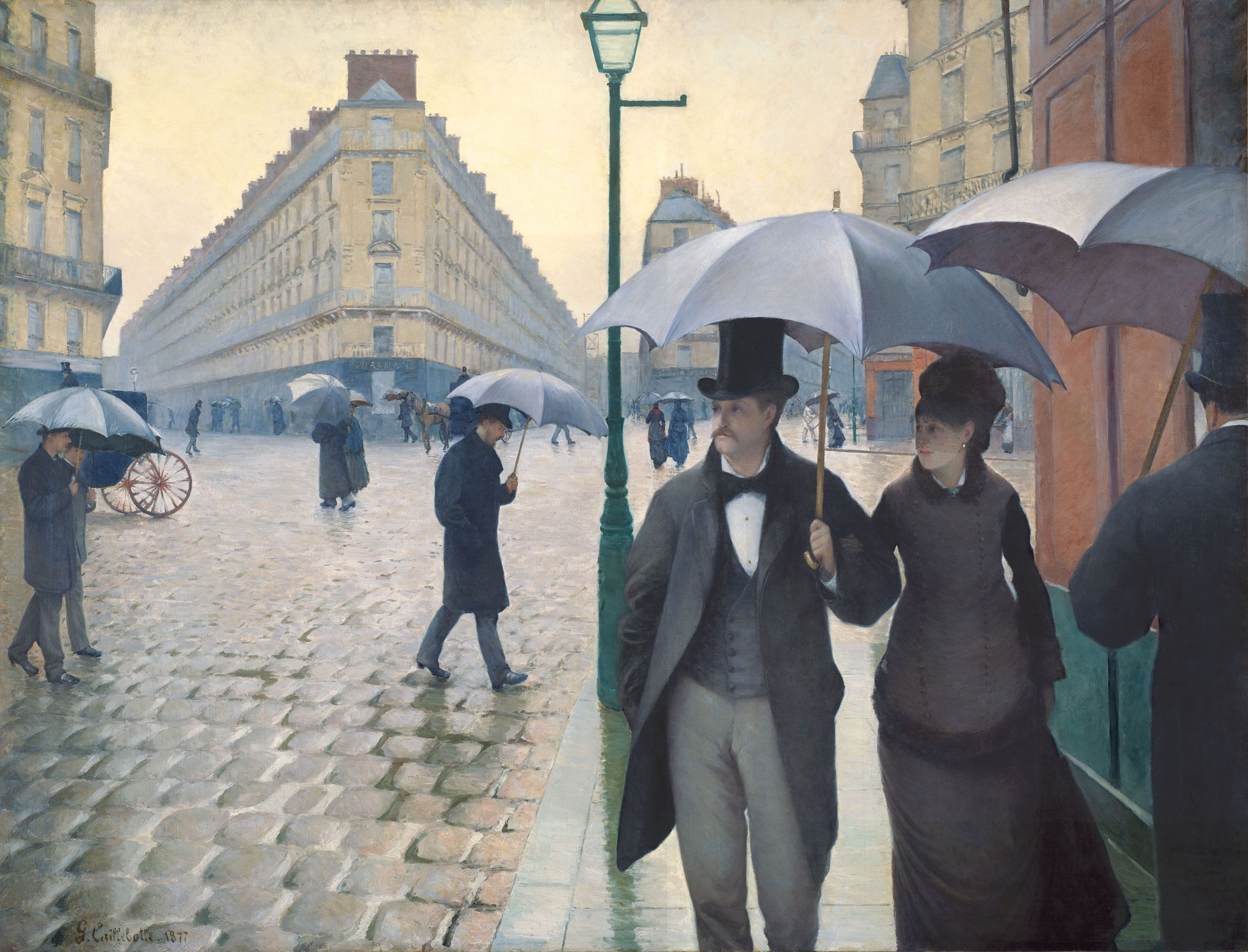
Rue de Paris, temps de pluie (1877), Art Institute of Chicago.
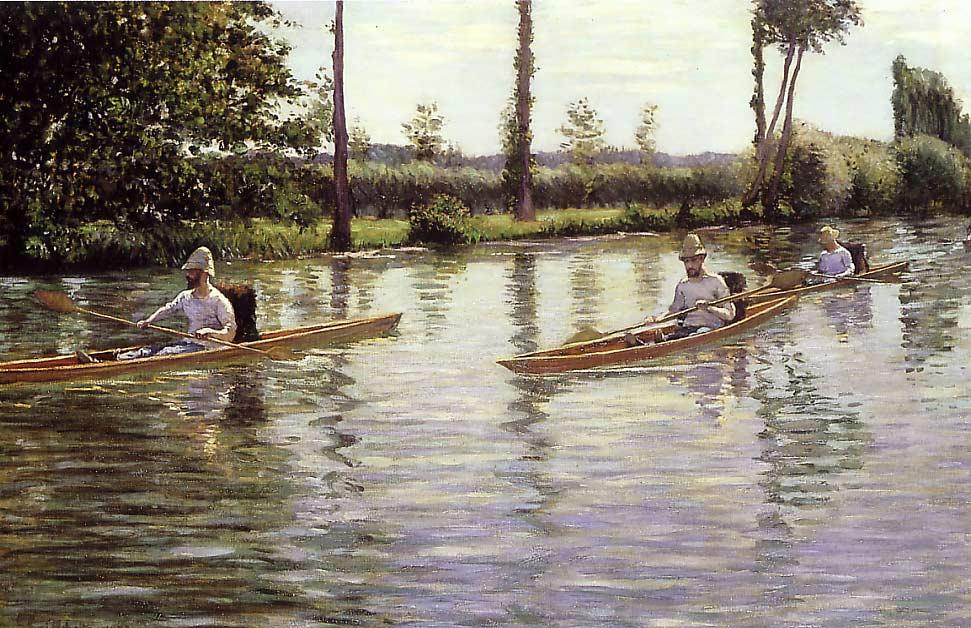
Périssoires sur l'Yerres (1877), Milwaukee Art Museum.
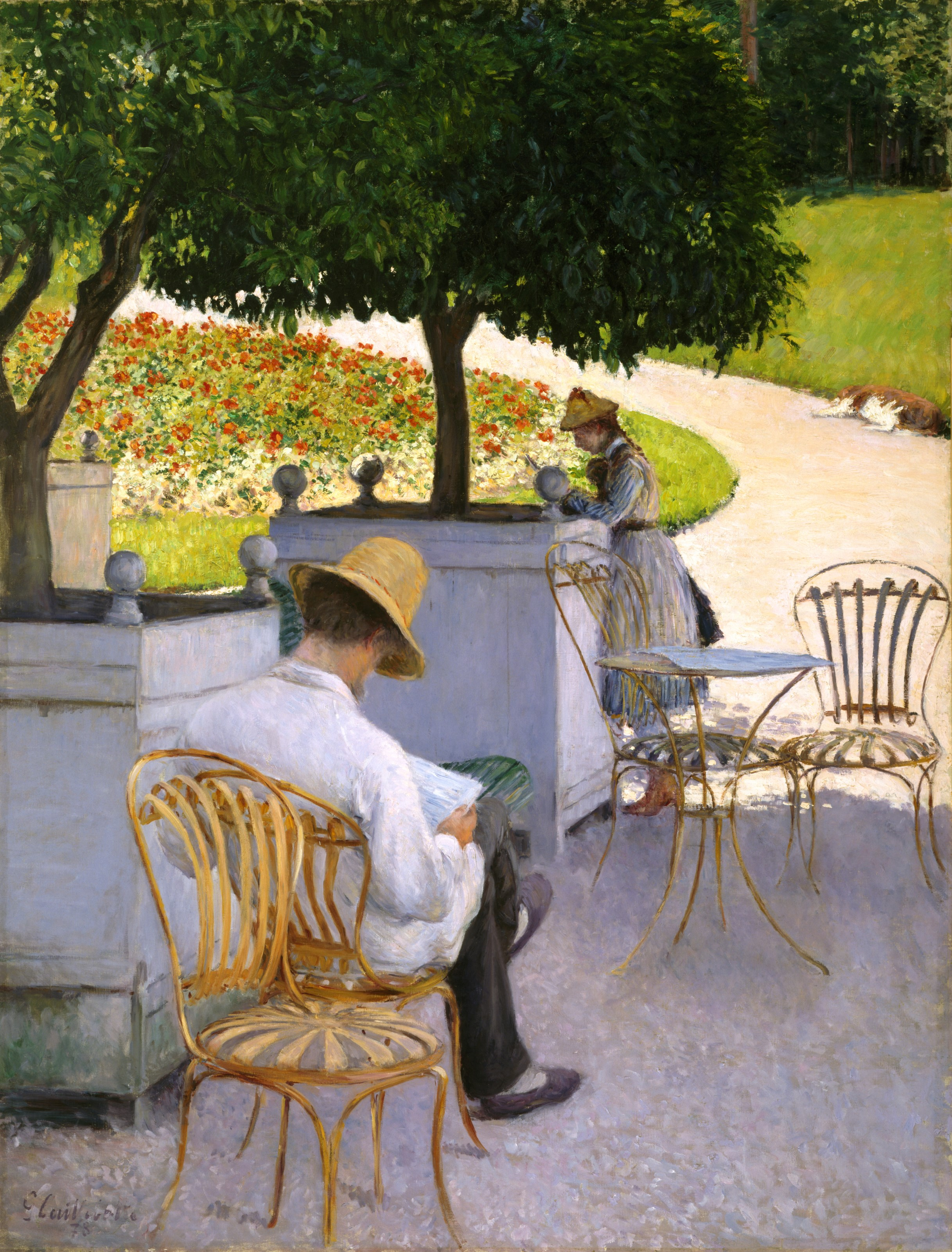
Les Orangers (1878), musée des beaux-arts de Houston.
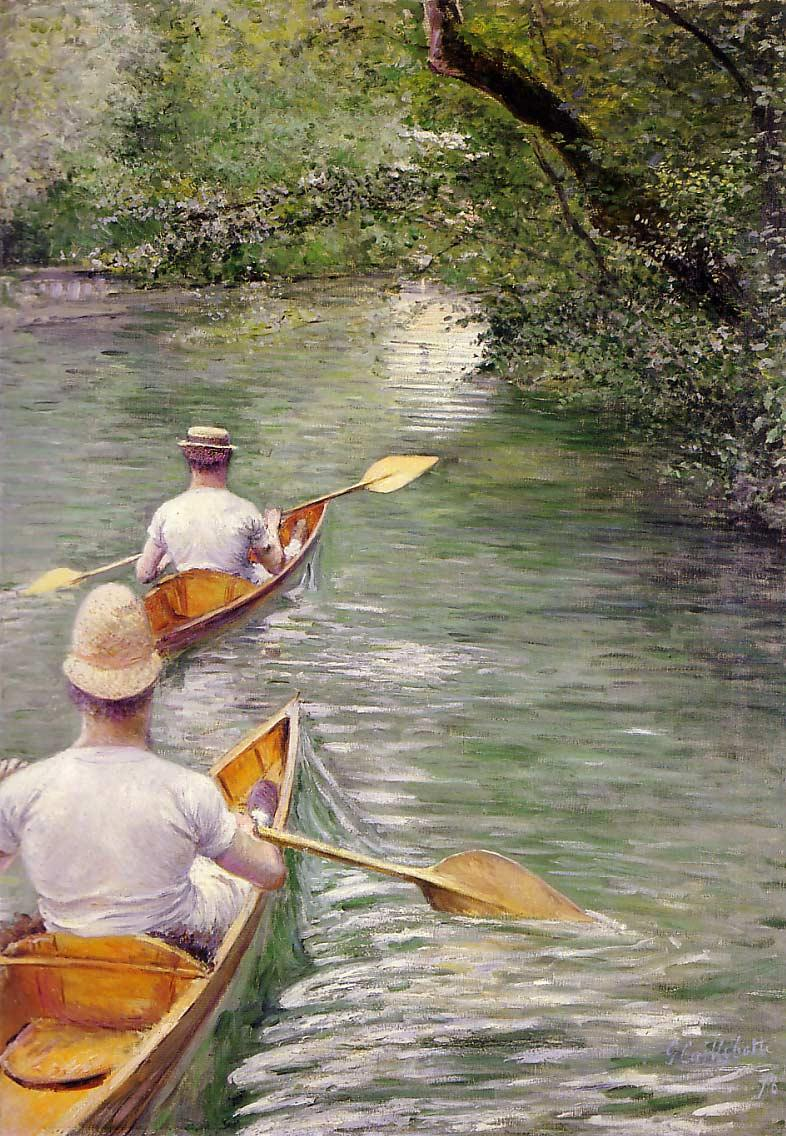
Périssoires (1878), musée des beaux-arts de Rennes.
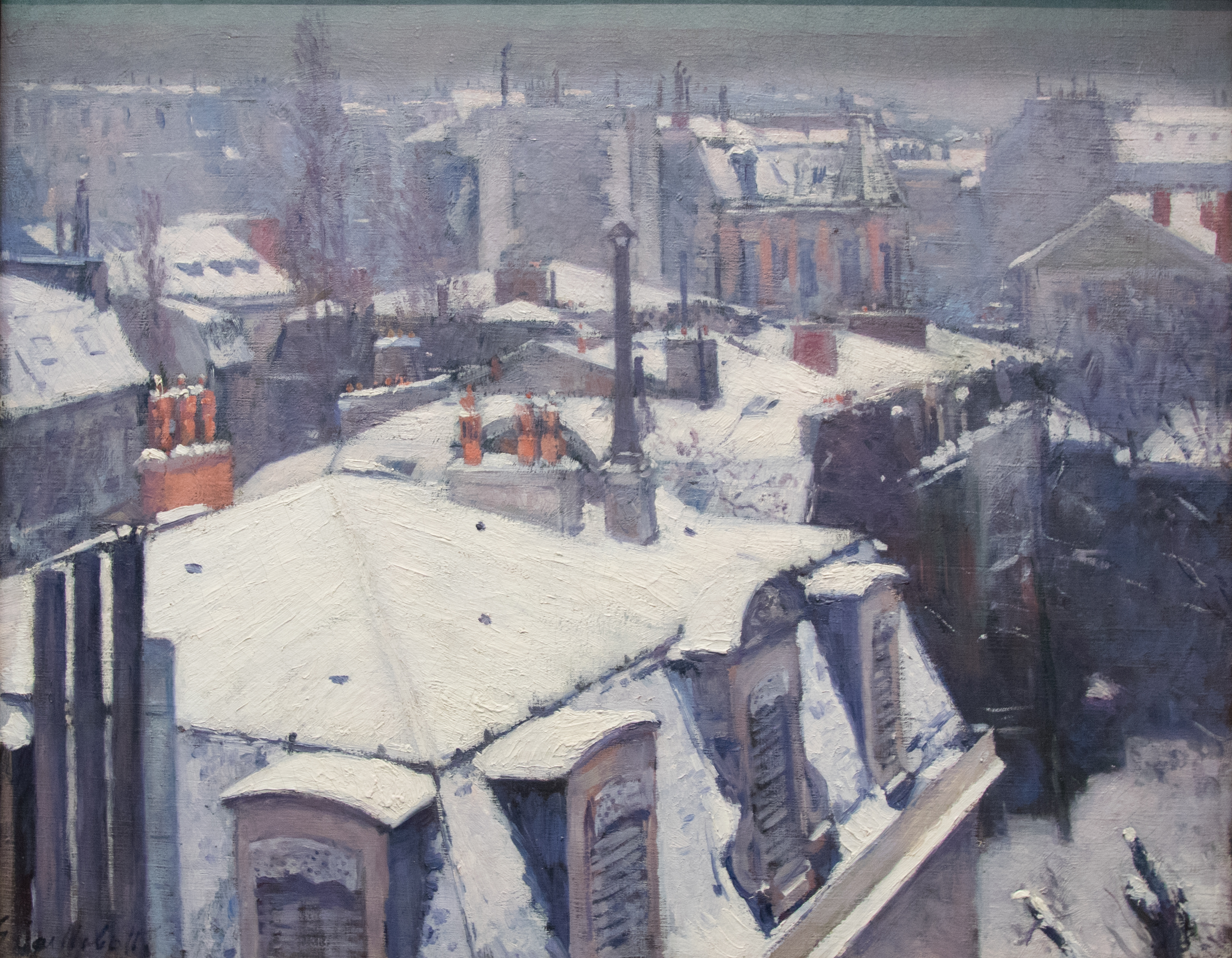
Vue de toits (Effet de neige) (1878), Paris, musée d'Orsay.
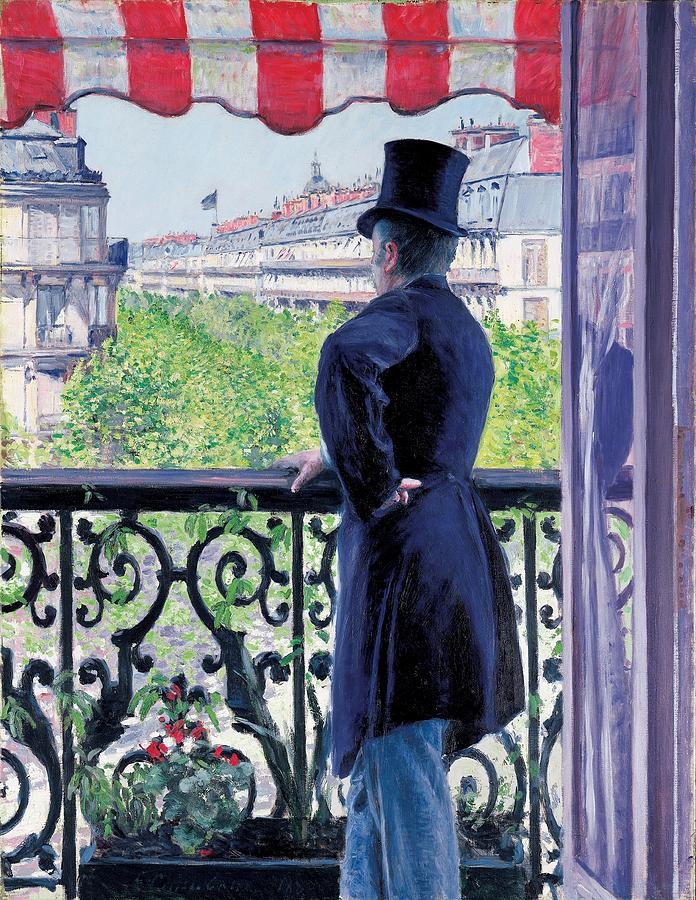
L'Homme au balcon, boulevard Haussmann (1880).
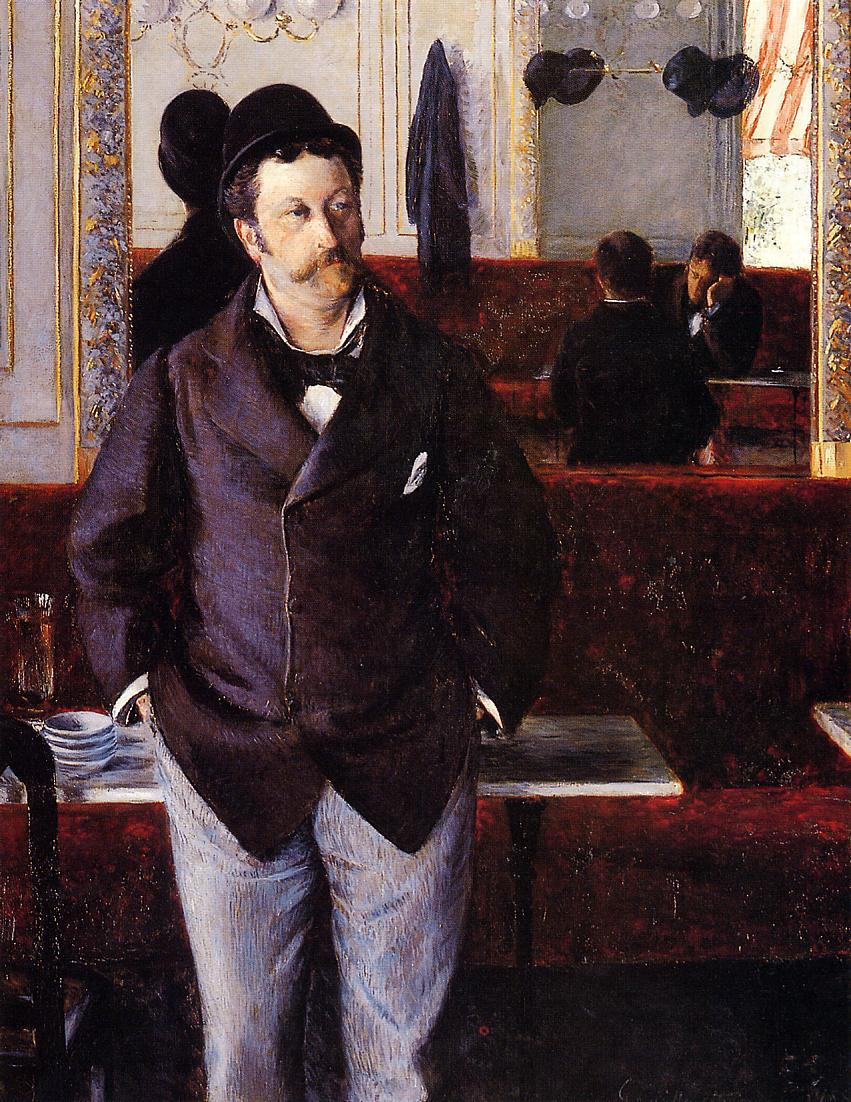
Dans un café (1880), musée des beaux-arts de Rouen.
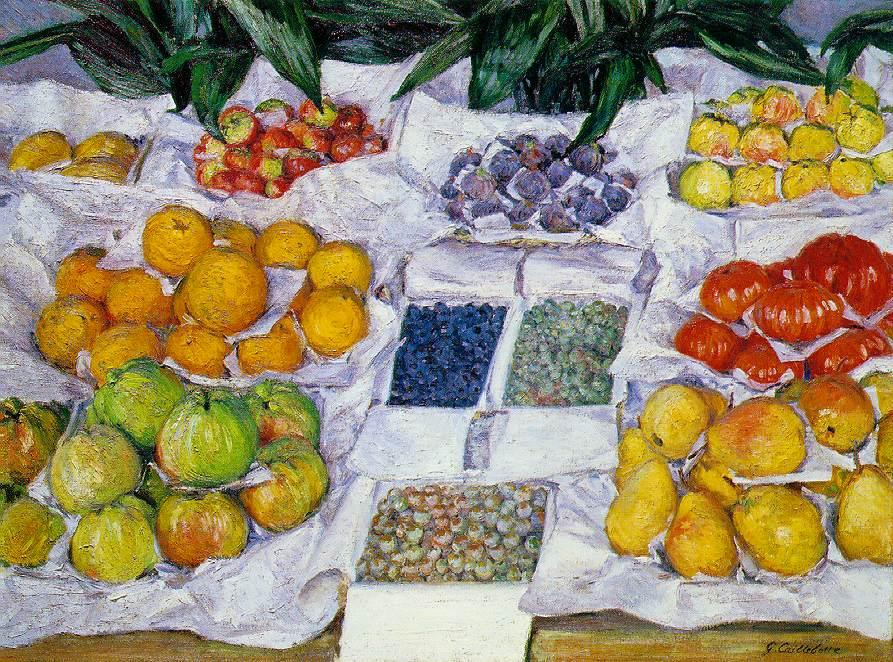
Fruits sur un étalage (1882), musée des beaux-arts de Boston.
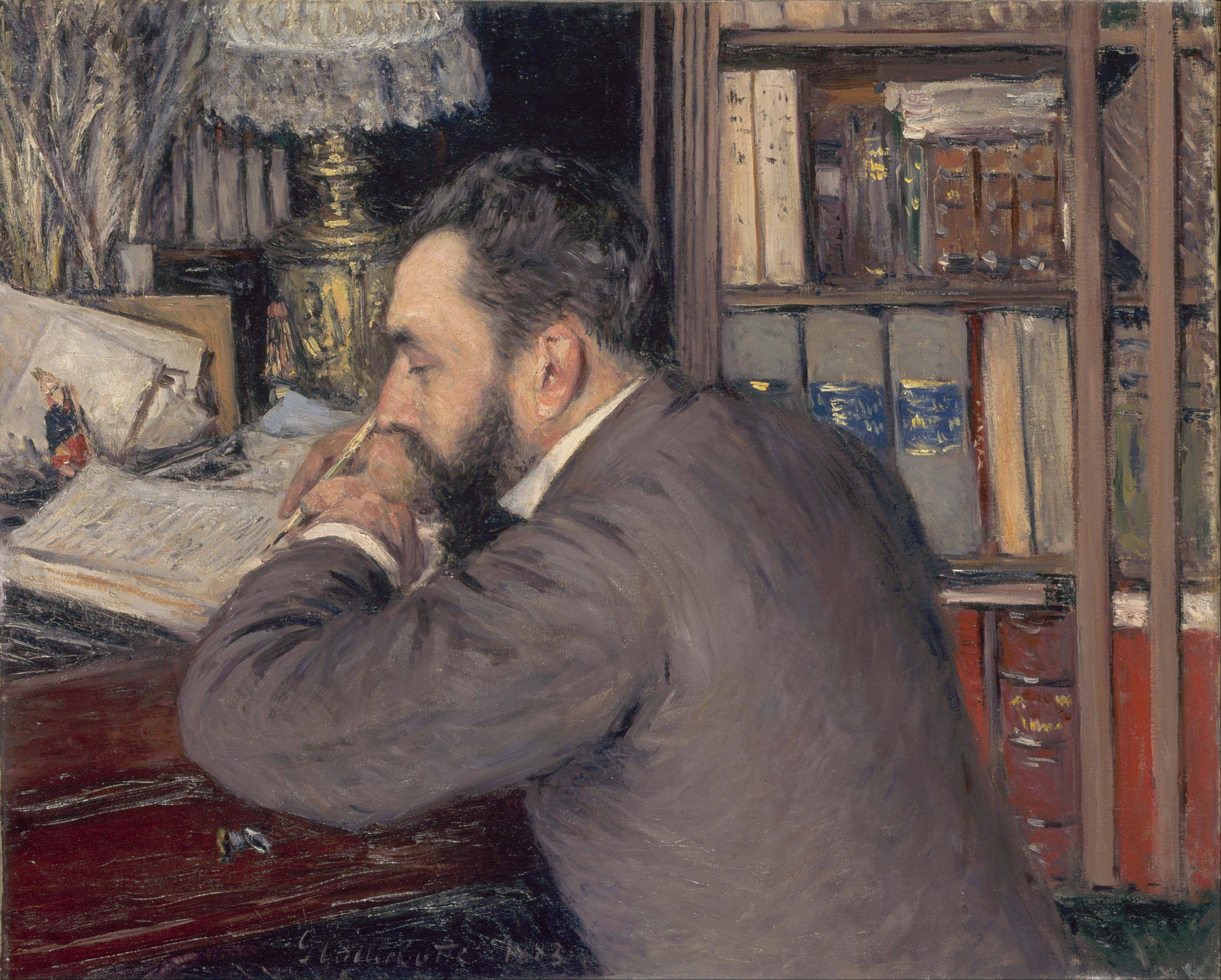
Henri Cordier (1883), Paris, musée d'Orsay.
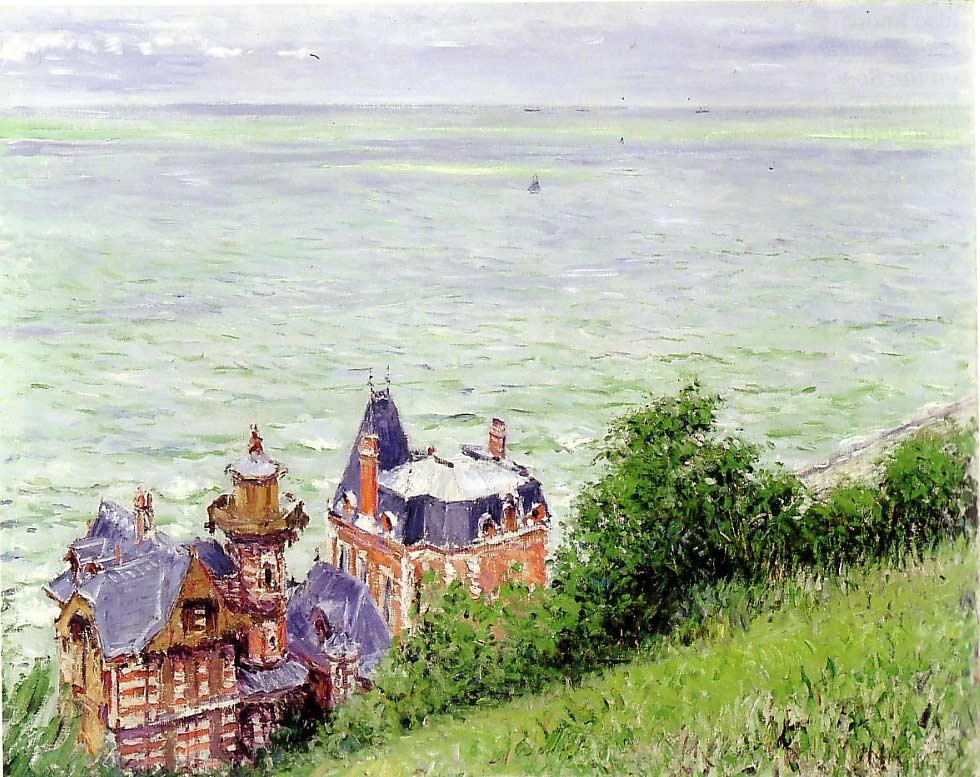
Villas à Trouville (1884), San Francisco, Montgomery Gallery.
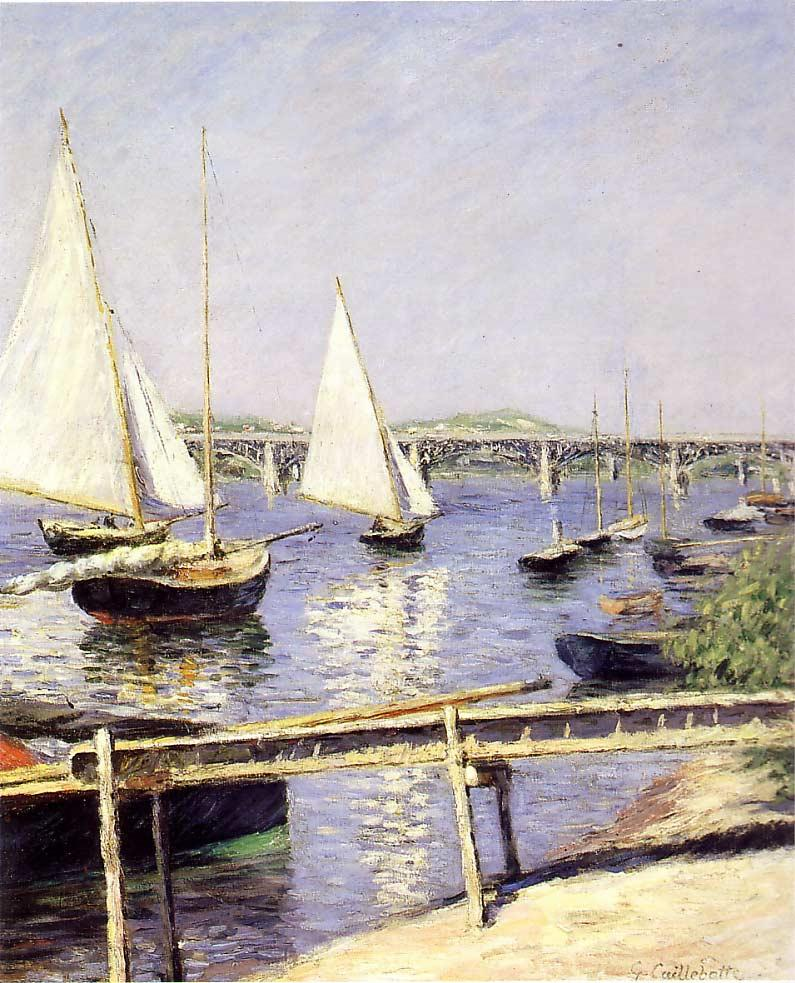
Voiliers à Argenteuil (1888), Paris, musée d'Orsay.
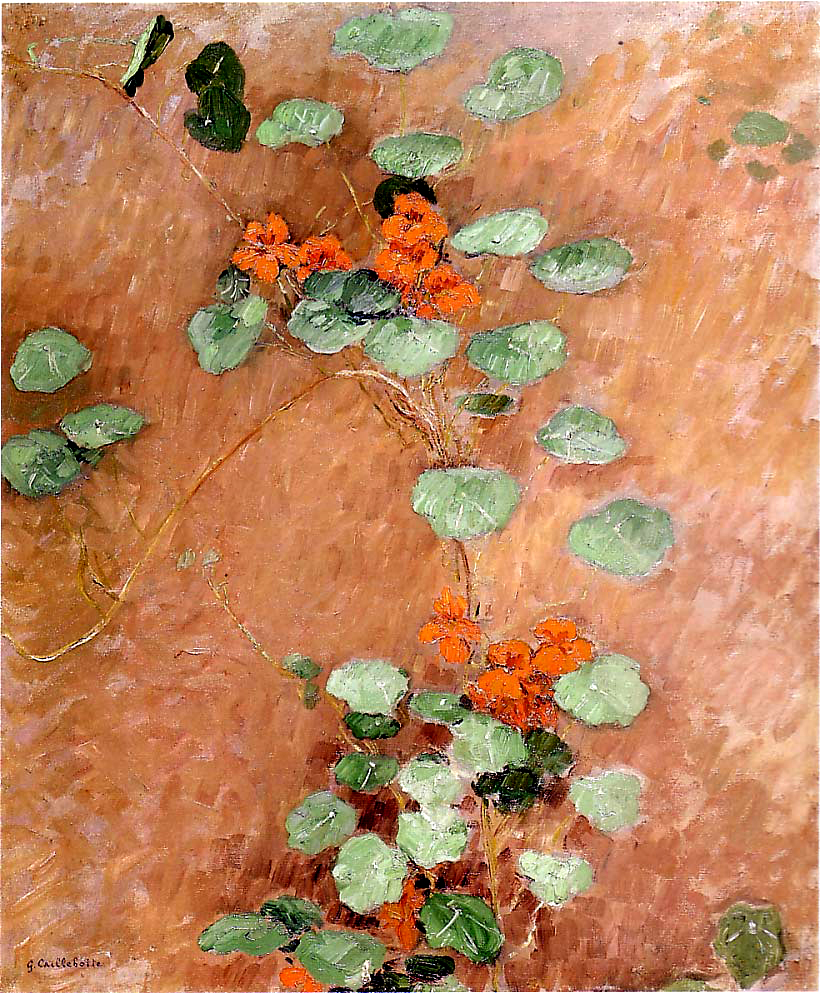
Capucines (1892), collection privée.

## Postérité

### Expositions
Une exposition de ses œuvres a lieu peu après sa mort en juin 1894 chez Durand-Ruel et un hommage lui est rendu au Salon d'automne de 1921 avec plusieurs de ses toiles.
Mais il faut attendre les années 1950 avant que l'attention des connaisseurs ne s'intéresse à ses travaux. De grands collectionneurs américains commencent à montrer au public de leur pays les toiles de Caillebotte de leurs collections, et il est de plus en plus connu aux États-Unis.
C'est l'exposition majeure de Houston et de Brooklyn en 1976 qui remet en avant cet impressionniste oublié. Dans les années 1970, son travail attire sérieusement l'attention des chercheurs et Caillebotte se révèle comme l'un des peintres impressionnistes les plus innovants et originaux.
L'exposition du Grand Palais, à Paris, fin 1994, est la première exposition majeure en Europe, qui le fait connaître du grand public français. Elle est suivie de celle de la fondation de l'Hermitage, à Lausanne, du 24 juin au 23 octobre 2005.
Une exposition consacrée aux frères Caillebotte (avec les photos originales de Martial Caillebotte) se tient au musée Jacquemart-André puis au musée national des beaux-arts du Québec entre mars 2011 et janvier 2012.
Une exposition des œuvres originales que Gustave Caillebotte a peintes dans sa propriété familiale d'Yerres est organisée en 2014 à la Ferme Ornée, salle d'expositions au sein de cette propriété devenue communale.
Une exposition « Gustave Caillebotte: The Painter's Eye » a lieu du 28 juin au 4 octobre 2015 à la National Gallery of Art de Washington, puis au musée d'art Kimbell de Fort Worth du 28 novembre 2015 au 14 février 2016.
Une rétrospective de ses œuvres autour du thème « Caillebotte peintre et jardinier » a lieu du 25 mars au 3 juillet 2016 au musée des impressionnismes Giverny, puis du 19 juillet au 30 octobre 2016 au musée Thyssen-Bornemisza de Madrid. C'est la première fois qu'une exposition consacrée à Caillebotte se tient en Espagne.
Une autre rétrospective, « Caillebotte impressionniste et moderne », est organisée par la Fondation Pierre Gianadda à Martigny, Valais, du 19 juin au 21 novembre 2021.
En 2024-2025, une grande exposition « Caillebotte. Peindre les hommes » est présentée au musée d'Orsay avant d'être montrée en 2025 au J. Paul Getty Museum de Los Angeles puis à l’Art Institute of Chicago.

### Hommage
En 2013, la ville de Paris décide de la création de la rue Gustave-et-Martial-Caillebotte dans le 20e arrondissement de la capitale.

## Le collectionneur et mécène
Dès le moment où Caillebotte se lie aux impressionnistes, il ne cesse de les aider et ce toujours discrètement. Il achète des toiles aux artistes, finance les expositions impressionnistes. Mais au-delà du mécène et du collectionneur, une amitié durable le lie à la plupart des peintres impressionnistes, comme en témoigne sa correspondance. Il aide financièrement ses amis qui sont dans le besoin, sans nécessairement acheter des toiles, il loue un appartement à Claude Monet près de la gare Saint-Lazare, lui fournissant l'argent nécessaire à l'achat de matériel pour la peinture.
Il ne cesse d'aider Camille Pissarro qui s'emploie activement à maintenir la cohésion du groupe impressionniste. À la 6e Exposition des Impressionnistes de 1881, Monet, Renoir et Sisley sont absents et à partir de cette date les impressionnistes suivent chacun leur propre chemin. Mais Pissarro convainc Gustave Caillebotte et Claude Monet de participer à la septième exposition impressionniste, en 1882.
Auguste Renoir et le collectionneur sont très proches puisque dès 1876, Caillebotte en fait son exécuteur testamentaire et, en 1885, il est le parrain de baptême du fils aîné de Renoir (Pierre) et d’Aline Charigot, sa future épouse.
Au Petit Gennevilliers, où Caillebotte s'installe définitivement en 1888, il reçoit la visite de ses amis comme Monet, Gustave Geffroy, Octave Mirbeau ou encore Renoir qui est un familier du lieu. À la dissolution du groupe des impressionnistes en 1887, Caillebotte permet de maintenir les liens entre les différents artistes en maintenant la tradition des dîners, qui réunissaient peintres et littérateurs, d'abord au café Guerbois, puis à la Nouvelle Athènes. C'est au Café Riche qu'avaient désormais lieu tous les mois ces réunions, et selon les souvenirs de Pierre Renoir, c'était Caillebotte qui payait pour tout le monde.
La composition exacte de la collection est difficile à préciser, en effet la désignation exacte n'en a pas été faite par le donateur. Gustave Caillebotte commence sa collection dès le début de l'Impressionnisme. Il achète plusieurs toiles le 24 mars 1875 à une vente d'impressionnistes à l'hôtel Drouot. Sa première toile de Monet est une œuvre réalisée en 1875 intitulée Un coin d'appartement. Il achète d'autres tableaux de Monet en février 1876. Il choisit avec goût et discernement parmi les peintres impressionnistes, ceux qui devaient par la suite être reconnus comme les maîtres de la peinture de la fin du XIXe siècle. L'examen des peintures acquises par Caillebotte montre que presque toutes appartiennent à la période impressionniste de chaque peintre et représentent ainsi les différents aspects que prit l’impressionnisme de 1874 à 1886. Une exception est à souligner avec les œuvres de Jean-François Millet et de Paul Gavarni qui sont des dessins, les seuls de la collection, et dans les peintures d'Édouard Manet et Paul Cézanne. Ces artistes sont d’ailleurs moins largement représentés dans la collection.
Ce sont les œuvres de la belle époque impressionniste de Renoir qui le représentent. Renoir, à l’époque de La Balançoire (1876, musée d'Orsay) et du Bal du moulin de la Galette (1876, musée d'Orsay), pratique plusieurs techniques. Certaines de ces œuvres sont d’une facture lisse, tandis que d’autres, aux touches séparées, aux empâtements granuleux relèvent de la technique impressionniste. Or c’est bien cette technique que l’on retrouve dans les œuvres choisies par Caillebotte comme La Liseuse (1874-1876, musée d'Orsay).
De même avec l’œuvre de Degas, le choix des Femmes à la terrasse d'un café, le soir (1877, musée d'Orsay) montre bien que le collectionneur recherche dans les œuvres de ses camarades impressionnistes celles qui sont le plus caractéristiques par la nouveauté de leurs conceptions artistiques. Avec ce pastel, Caillebotte choisit une des premières scènes de Degas représentant ces types de cafés et de café-concert, qui font partie des thèmes favoris du Naturalisme et de l’Impressionnisme. Comme l'a remarqué P. Lemoisne : « vers 1878, il garde dans ses peintures son faire lisse et harmonieux de la belle époque alors qu’il a déjà adopté pour ses pastels une facture plus heurtée » et des oppositions de couleurs plus hardies.
La préférence du collectionneur pour les œuvres impressionnistes est encore mise en évidence par le fait que les nombreuses œuvres de Pissarro se situent entre les années 1871 et 1879. Sa manière néo-impressionniste n’est pas représentée dans la collection. Les mêmes constatations pourraient être faites à propos du choix des œuvres de Monet et de Sisley. Il cesse d'acquérir des œuvres en 1886, date de la dernière exposition impressionniste et date où il n'expose plus lui-même.

### Le legs de Gustave Caillebotte
Il lègue sa collection à l’État français en 1894. Elle forme aujourd'hui le noyau de la collection impressionniste du musée d'Orsay.
C’est le legs de Caillebotte qui ouvrit aux impressionnistes les portes des musées nationaux. Cette collection a été formée à l’époque même qui vit naître les peintres qui la composent. Au moment où il prenait place dans les rangs des impressionnistes, Gustave Caillebotte avait déjà commencé sa collection. Son premier testament par lequel il léguait à l’État les tableaux qu’il possédait fut rédigé le 3 novembre 1876 ; la liste des tableaux n’était pas encore dressée, mais il est évident, en raison de la date même du testament, qu'il ne pouvait y avoir alors qu’une partie des œuvres qui constituèrent, quelques années plus tard, la collection. Un codicille du testament concernant une exposition à organiser en 1878 nous apprend déjà quels sont les peintres qui bénéficieront de sa sollicitude. Ce sont Degas, Monet, Pissarro, Renoir, Cézanne, Sisley et Berthe Morisot.
C'est le brusque décès de son frère René, à l'âge de vingt-six ans, à l'automne 1876, qui le conduit, déjà persuadé, à rédiger son premier testament en 1876 :

« Je donne à l’État les tableaux que je possède ; seulement comme je veux que ce don soit accepté et le soit de telle façon que ces tableaux n'aillent ni dans un grenier ni dans un musée de province mais bien au Luxembourg et plus tard au Louvre, il est nécessaire qu'il s'écoule un certain temps avant l'exécution de cette clause jusqu'à ce que le public, je ne dis pas comprenne, mais admette cette peinture. Ce temps peut être de vingt ans ou plus ; en attendant, mon frère Martial et à son défaut un autre de mes héritiers les conservera. Je prie Renoir d'être mon exécuteur testamentaire et de bien vouloir accepter un tableau qu'il choisira ; mes héritiers insisteront pour qu'il en prenne un important. »

Le 11 mars 1894, Renoir informe par une lettre Henri Roujon, de la direction des Beaux-Arts, que Gustave Caillebotte, décédé le 21 février 1894, lègue à l'État selon un codicille à son testament « la peinture des autres que je possède », soit la totalité de sa collection, comprenant soixante-sept peintures, de Degas, Cézanne, Manet, Monet, Renoir, Pissarro et Sisley.
Plus de dix-sept ans s’étaient écoulés depuis le jour où Caillebotte décidait de léguer ses œuvres à l'État. De vives protestations accompagnèrent le legs de la part d'artistes officiels, mais également de politiques. L'Académie des beaux-arts protesta officiellement contre l'entrée de ces tableaux au musée du Luxembourg, en qualifiant l'événement d'« offense à la dignité de notre école ». Le peintre Jean-Léon Gérôme écrit dans le Journal des artistes : « Nous sommes dans un siècle de déchéance et d’imbécillité. C’est la société entière dont le niveau s’abaisse à vue d’œil… Pour que l’État ait accepté de pareilles ordures, il faut une bien grande flétrissure morale. »
Le 19 mars 1894, l'ensemble du Comité étudie les œuvres offertes. Elles sont présentées dans un atelier situé au 11 boulevard de Clichy, loué à cet effet par Renoir, en présence de celui-ci et de Martial Caillebotte. Dans le procès-verbal de la séance du Comité consultatif du 20 mars, il est noté que les deux hommes auraient été informés que l'entrée d'une œuvre au Louvre ne pouvait être examinée qu'au minimum dix ans après la mort de son auteur, et que le manque de place au Luxembourg et la limitation à trois œuvres de chaque artiste représenté rendaient impossible l'exposition de tous les tableaux composants le legs. Dès le lendemain, le Comité consultatif des musées nationaux vote pourtant l'acceptation du legs dans son intégralité « pour les musées nationaux avec placement au musée du Luxembourg ». Le Comité accepte en plus une toile de Gustave Caillebotte, Les Raboteurs de parquet, donnée par ses héritiers. Léonce Bénédite précise que la place manque au Luxembourg pour exposer même le tiers de la collection, mais « estime qu'il serait possible de construire sur la terrasse du musée un baraquement provisoire où serait réuni le legs Caillebotte ». Le 17 janvier 1895, le directeur des Beaux-Arts organise une réunion dans son cabinet avec les représentants de l'Administration et les notaires. Sont présents Martial Caillebotte et Auguste Renoir. De cette consultation, il est conclu qu'une exécution rigoureuse du testament est difficilement réalisable, et qu'il faut maintenant trouver une solution acceptable par toutes les parties. Il est décidé que l'Administration choisira les tableaux qu'elle veut exposer. Martial Caillebotte deviendra possesseur des autres œuvres. Les raisons données par l’Administration sont les suivantes : tout d'abord, l’étroitesse des locaux du musée du Luxembourg, qui ne permet plus de laisser entrer aucun ouvrage sans en retirer un autre ; et les règlements qui, par un sentiment d'équité, limitent le nombre des ouvrages pour un même artiste.
La proposition est finalement arrêtée en janvier 1895. L'approbation du Conseil d'État met un certain temps, mais un décret ministériel finira, le 25 février 1896, par autoriser le choix des œuvres effectué. On construit alors une annexe au musée du Luxembourg pour y accrocher ces œuvres. Puis le 23 novembre 1896, les œuvres de la collection sont officiellement remises à l'État. La collection, réduite à trente-huit tableaux, est présentée au public au début de l'année 1897 dans une des trois nouvelles salles de l'annexe du Luxembourg consacrée aux impressionnistes et au legs Caillebotte. Les salles furent construites sur la terrasse du musée.
Ainsi, plus de vingt ans après la rédaction du testament, les œuvres entrèrent dans les musées nationaux. Le transfert du legs Caillebotte au musée du Louvre eut lieu en 1929. Entre-temps une rétrospective Caillebotte s'était tenue au Salon d'automne de 1921. Après la guerre, en 1947, le musée de l'Impressionnisme s'ouvre au Jeu de Paume. La collection sera transférée au musée d'Orsay à son ouverture en 1986.

### Artistes
Le tableau suivant détaille le nombre d'œuvres de chaque artiste présentes dans la collection, ainsi que le nombre d'œuvres acceptées par l'État français lors du legs.
Il inclut deux dessins de Millet qui furent acceptés en plus des 38 toiles retenues et un de Gavarni, qui figure dans l'inventaire après décès, mais pas dans la liste transmise à l'administration.
| Artiste              | Œuvres | Retenues | Non-retenues |
| -------------------- | ------ | -------- | ------------ |
| Paul Cézanne         | 5      | 2        | 4            |
| Edgar Degas          | 7      | 7        | 0            |
| Paul Gavarni         | 1      | 0        | 1            |
| Édouard Manet        | 4      | 2        | 2            |
| Jean-François Millet | 2      | 2        | 0            |
| Claude Monet         | 16     | 8        | 8            |
| Camille Pissarro     | 18     | 7        | 11           |
| Auguste Renoir       | 8      | 6        | 2            |
| Alfred Sisley        | 9      | 6        | 3            |
| Total                | 70     | 40       | 30           |

On peut voir par ce legs la volonté de Caillebotte de permettre à un courant artistique d'exister et de gagner en reconnaissance. Il veut par ce geste faire entrer les impressionnistes dans les collections des musées nationaux.

## Ses autres passions

### Le philatéliste

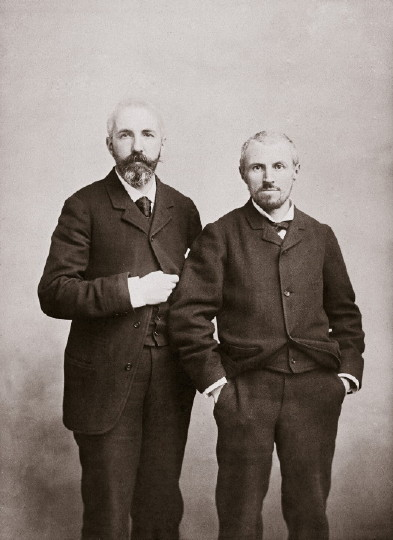
Martial (à gauche) et Gustave Caillebotte (à droite).

Son activité de collectionneur s'est aussi étendue à la philatélie, dont il a été un adepte assidu avec son frère musicien Martial Caillebotte. Il a été l'un des fondateurs, avec le docteur Jacques Legrand et Arthur de Rothschild, de la Société française de timbrologie, le 14 juin 1875.
Gustave et Martial Caillebotte montent cette collection de timbres de manière commune vers 1877. Les Caillebotte furent parmi les premiers à collectionner toutes les nuances d'impression d'un même timbre; ils furent également les pionniers de l'étude des affranchissements, tant et si bien qu'une partie non négligeable de leur collection était constituée de cachets et de surcharges. La plus grande partie de cette collection, intégrée à la collection Tapling, peut encore se voir aujourd'hui à la British Library de Londres.
Les Caillebotte rédigèrent une étude sur les timbres mexicains qui fut publiée à Paris par le Timbre-Poste, puis révisée, élargie et traduite dans le Philatelic Record.
Quand Martial se marie en 1887, ils arrêtent leur collection et ils offrent à Thomas Keay Tapling, un des philatélistes les plus importants d'Angleterre, d'en acquérir tout ce qui peut l'intéresser. Ses achats, qui représentent certainement la plus grande partie, lui coûtent la somme de 5 000 livres (la vente des frères Caillebotte représente 400 000 francs de l'époque, c'est-à-dire plus de 4 420 000 euros).
La plupart des timbres mexicains aujourd'hui à la British Library de Londres furent réunis par les Caillebotte; or, avec quelque deux cents feuilles, cette section est une des plus fournies de ce qui est finalement devenu la collection Tapling.
Lorsque Tapling meurt en 1891, il lègue sa collection au British Museum de Londres ainsi qu'une somme de 1 000 livres afin que l'on termine la réorganisation de la collection selon les principes définis par les Caillebotte. Cette réorganisation dura sept ans et rendit indiscernable ce qui émanait de Tapling et de ce qui émanait des deux frères Caillebotte. La collection Tapling est pratiquement la seule à réunir la quasi-totalité des timbres émis dans le monde entre 1840 et 1890. Elle fut donc utilisée par ceux qui compilèrent les travaux de référence; elle a ainsi influencé les catalogues généraux de timbres et pour finir, le mode de collection des collectionneurs.
Deux tableaux de ce peintre ont été mis en page sous forme de timbres-poste. Il s'agit tout d'abord de Portrait à la campagne (Y&T 3866) dans la série les Impressionnistes de 2006, puis de Roses (Y&T 1129), dans le carnet de douze timbres Bouquet de fleurs en 2015.

### Le nautisme

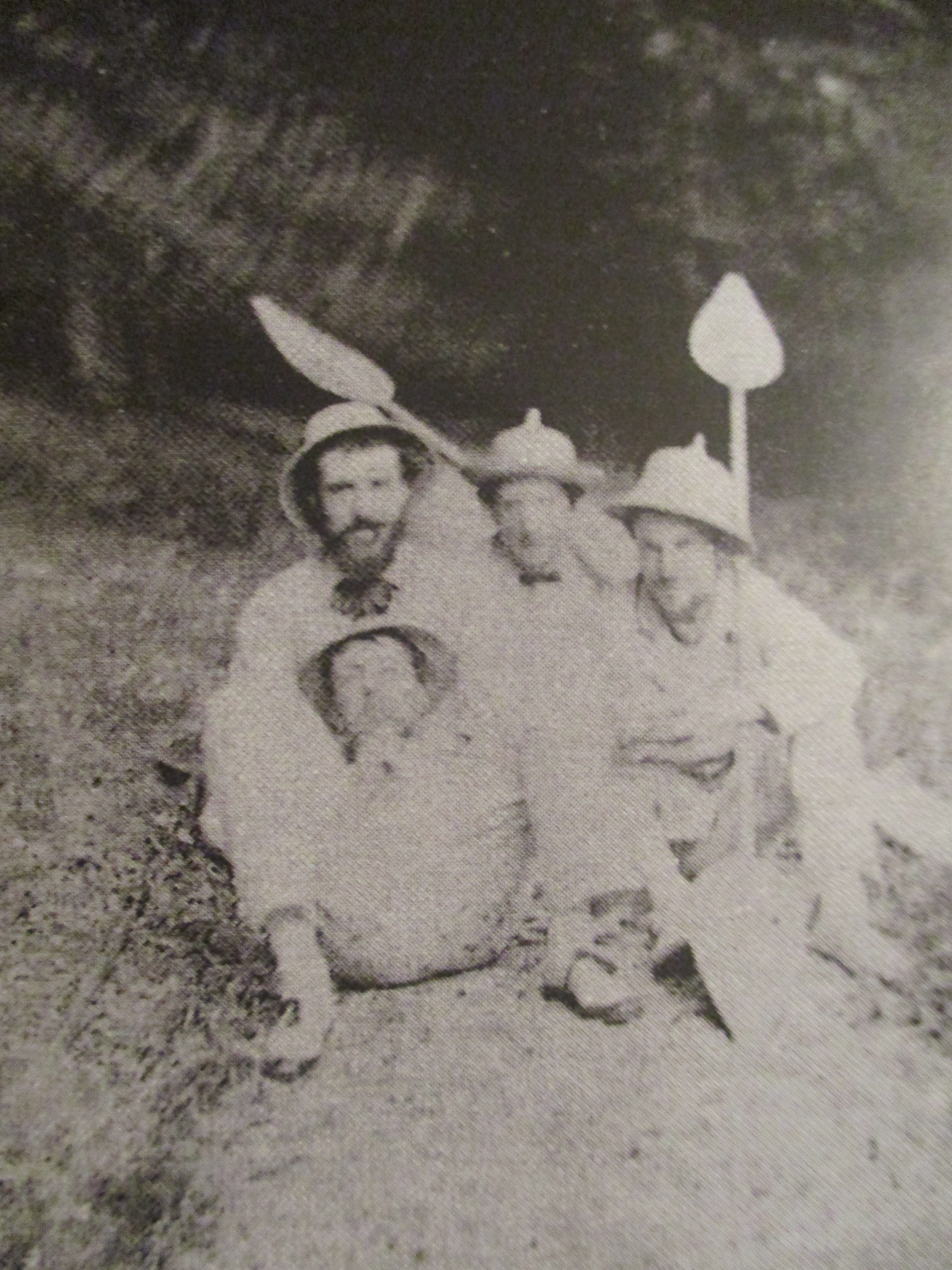
Caillebotte (à droite) avec ses amis canotiers à Yerres, été 1877 ou 1878.

Roastbeef, 30 m2 du Cercle de la voile de Paris, dessiné et construit par Gustave Caillebotte en 1892.

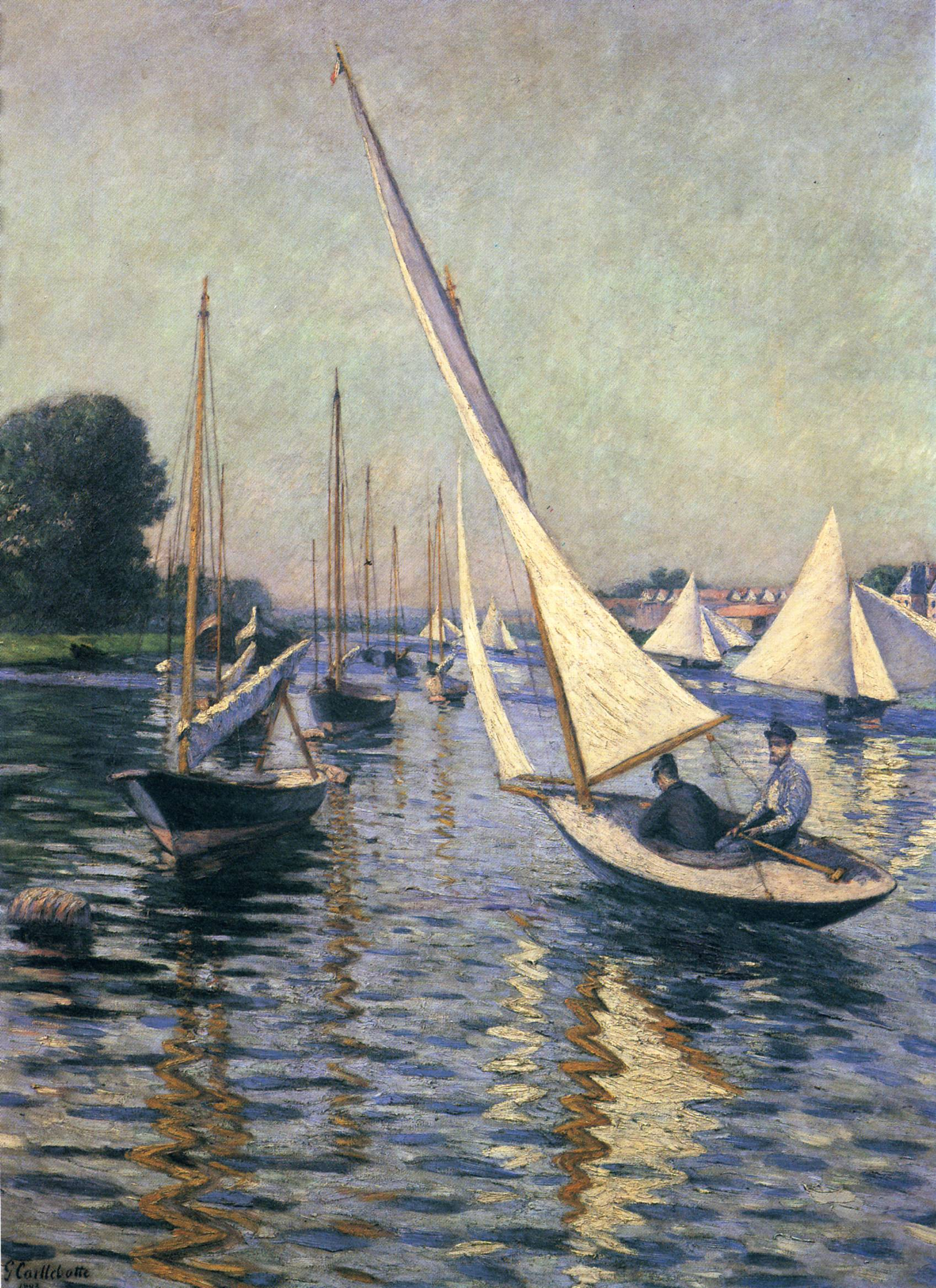
Régates à Argenteuil (1893), coll. part.

Sa passion pour le nautisme débute au cours de ses séjours estivaux, à la propriété familiale d'Yerres et sur la rivière du même nom, il canote à bords de barques et de périssoires. Il est séduit par le jeu de l'eau, des bateaux et des hommes. Ce jeu se retrouve très vite dans ses toiles : Canotiers ramant sur l'Yerres, Le Canotier au chapeau haut-de-forme (1878). Puis, il va s'intéresser à la voile à partir de 1876 en devenant membre du Cercle de la voile de Paris (CVP, fondé en 1868) au Petit Gennevilliers, près d'Argenteuil, que fréquentaient Monet, Renoir et Sisley. C'est Alfred Sisley qui l'initie sérieusement à ce sport et il fait de même avec Martial qui devient membre en 1878. En 1878, Gustave Caillebotte achète son premier voilier de régate, l’Iris, avec lequel il gagne durant la saison de 1879, deux premiers prix et sept autres accessits. Emporté par ces succès de régatier, il s'implique davantage dans le yachting et commande d'autres bateaux, le Lapin en 1879, puis l’Inès et le Condor en 1880, à un des meilleurs constructeurs du bassin d'Argenteuil, le chantier « Texier fils » au Petit Gennevilliers et devient cette année-là vice-président du CVP. En juin 1880, il se rend en Normandie pour participer à la régate du Havre.
Fin 1881, la maison que les frères Caillebotte se sont fait construire au Petit Gennevilliers est terminée et l'année suivante, en 1882, Gustave, cherchant à perfectionner ses bateaux, va se lancer dans l'architecture navale, avec l'aide de son ami Maurice Brault (sujet de L'Homme au balcon, coll. part.) et dessiner le Jack, son premier voilier, puis en 1883 se sera le Cul-blanc, un clipper d'Argenteuil et en 1885 La Pioche, un dériveur.
Amateur passionné et progressiste, Gustave Caillebotte expérimente de nombreuses innovations en comparant notamment les formes de coque des voiliers américains (dériveurs larges et peu lestés, surnommés « plats à barbes ») et les bateaux issus de l'école anglaise (quillards étroits à fort tirant d'eau, lourdement lestés, les « couloirs lestés » ou les « planches sur tranche »). Il innove aussi sur le plan du gréement : pour son voilier Condor, il confectionne un spinnaker immense et très coûteux en soie artificielle. Il réalise sur cette voile une superbe peinture (hélas aujourd'hui disparue) représentant… une tête de chatte triangulaire, qui indique que le nom du bateau, à prononcer en deux syllabes distinctes, n'a rien à voir avec le vautour des Andes et est en fait… une plaisanterie grivoise typique de l'esprit des canotiers de l'époque, se référant à l'anatomie féminine.
En 1886, le Mouquette, un cotre sur plan Chevreux pour Caillebotte, est le premier bateau construit par le chantier Luce. Ce chantier naval voit le jour à la fin de l'année 1885, au Petit Gennevilliers, sous le patronage de Gustave Caillebotte qui s'associe à Ferdinand Luce, constructeur de bateaux, à qui il fait construire une maison voisine qu'il lui loue. Le troisième associé est Maurice Chevreux, architecte naval. C'est dans ce chantier, dont il est partie prenante, que seront construits tous les voiliers conçus par Caillebotte. En 1888, il s'installe à demeure au Petit Gennevilliers, il navigue sur le Thomas, un plan Chevreux avec lequel il remporte de nombreuses régates sur le bassin d'Argenteuil, ainsi qu'au Havre et à Trouville-sur-Mer et dessinera l’Arriet cette année-là. Caillebotte est l'un des promoteurs, en 1889, de la jauge des 30 m2 du CVP, il dessine et fait construire pour d'autres (le Moucheron en 1890, le Lézard en 1891) et pour lui l’Arico en 1891, etc.) plusieurs voiliers de cette jauge, dont le Roastbeef de 1892, que l'on retrouve dans plusieurs de ses toiles : Bateau à voile sur la Seine ou Régates à Argenteuil (1893). Il est également l'architecte du Dahud en 1893, considéré comme son chef-d'œuvre, et du Mignon, lancé en 1894 après la mort de son concepteur.
Il posséda trente-deux bateaux et dessina les plans de vingt-deux voiliers entre 1882 et 1893. À côté de ses œuvres architecturales, Gustave Caillebotte a possédé quatorze voiliers de courses, qui remportèrent avec lui plus d'une centaine de prix, Martial Caillebotte continuant les régates sur certains d'entre eux jusqu'en 1900.

### L'horticulture
Personnage aux multiples facettes, Gustave Caillebotte était également un horticulteur émérite. Monet et Caillebotte partagent tous deux la même passion pour le jardinage. Au Petit Gennevilliers, où il réside définitivement depuis 1888, il possède une grande serre, mais, contrairement au jardin de Monet (avec qui il échange graines et conseils) à Giverny, celui de Caillebotte est géométriquement dessiné, tracé au cordeau. Dans sa serre sont enfermées les plantes les plus précieuses, parmi lesquelles ses orchidées d'une rare diversité qui vont être l'objet de ses études picturales. Un tiers de ses œuvres est consacré à la représentation des jardins.
Ayant agrandi sa propriété en rachetant les parcelles voisines, son terrain atteint plus d'un hectare en 1888. Il fait installer un système performant d'arrosage automatique. Il est élu conseiller municipal de Gennevilliers en 1888, jusqu'à sa démission en 1891.
La propriété est bombardée par l'aviation alliée à l'été 1944 et la grande maison et les dépendances sont totalement détruites. Le terrain sert ensuite à la construction d'une usine de la Snecma.

## Annexes

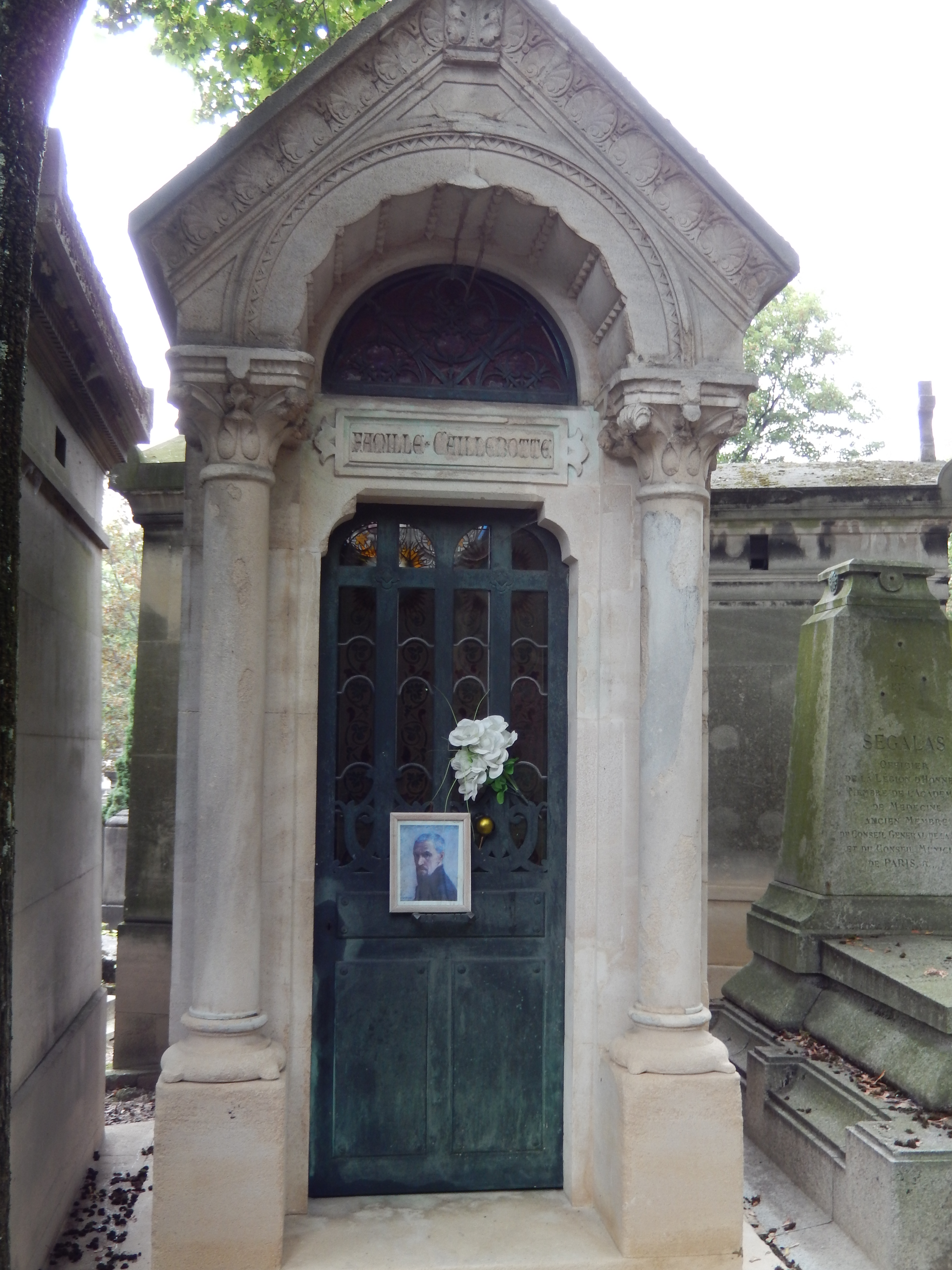
Tombe de Caillebotte, Paris, cimetière du Père-Lachaise (division 70)